# الجامعة الهاشمية
الجامعة الهاشمية هي إحدى الجامعات الرسمية الحكومية في الأردن، تأسست في العام 1995، تقع في مدينة الزرقاء. تتّبع الجامعة نظام الساعات المعتمدة في الدراسة ولكل كلية عدد ساعاتها اللازم على الطالب دراستها لكل كلية للحصول على الدرجة العلمية. وتعد الجامعة الهاشمية أول جامعة أردنية تعتمد نظام الفصلين الصيفيين في التعليم الجامعي إلى أن تم إلغاؤه عام 2018 حسب تعليمات التعليم العالي على مستوى الجامعات واستعيض عنه بفصل صيفي واحد مدته 10 أسابيع عوضًا عن ثمانية وبحد أعلى 12 ساعة لهذا الفصل. يوجد بالجامعة برنامج للدراسات العليا بحيث تمنح درجة الماجستير في عدد من التخصصات. كما يوجد في الجامعة نظام البرنامج الموازي للطلاب الأردنيين الحاصلين على درجة الثانوية العامة الأردنية أو شهادة تعادلها إلى جانب البرنامج الدولي للطلاب غير الأردنيين الحاصلين على درجة الثانوية العامة الأردنية أو شهادة تعادلها. خرّجت الجامعة الفوج الأول لها في عام 1999 وبلغ عدد الخريجين حتى الفوج التاسع عشر ما يزيد على 60 ألف خريج.

## الموقع الجغرافي
تقع الجامعة الهاشمية في مدينة الزرقاء حيث إنها تقع على طريقين الأول باتجاه إربد وهناك البوابة الرئيسية للجامعة والأخرى على طريق حدود العمري العراق وطريق حدود جابر السورية وحدود الكرامة العراقية كما أنها تقع بالقرب من المنطقة الحرة في الزرقاء ويطلق على البوابة الواقعة في تلك الجهة البوابة الجنوبية.

## تاريخ الجامعة

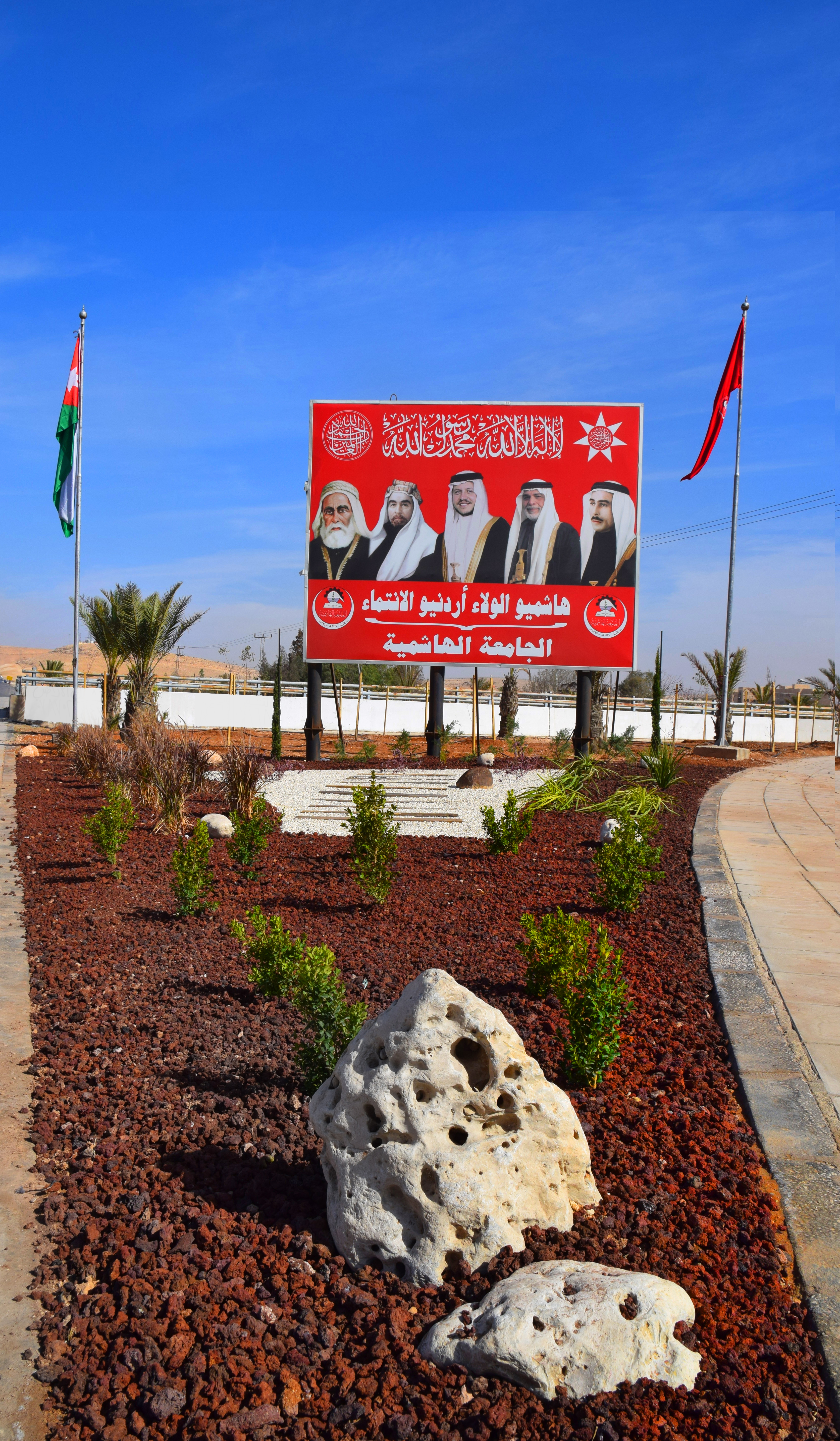
مدخل الجامعة الهاشمية

صدرت الإرادة الملكية بإنشاء الجامعة الهاشمية في 19 يونيو عام 1991م في محافظة الزرقاء وتحت مسمى جامعة الزرقاء ولكن بعد الترخيص لإنشاء جامعة الزرقاء الخاصة سبب ذلك لبسًا مما دعا لتغيير اسم الجامعة إلى مسمى الجامعة الهاشمية لتحمل الشق الثاني من اسم المملكة الأردنية الهاشمية، باشرت الجامعة مسيرتها التعليمية في 16 سبتمبر عام 1995م (بدء الدراسة)، وتبلغ مساحة الجامعة (8519) دونماً. وقد حازت الجامعة الهاشمية وسام الاستقلال من الدرجة الأولى جراء جهودها في استخدام الطاقة البديلة والنهوض بمسيرة التعليم العالي.

## كليات الجامعة
تضم الجامعة الهاشمية (19) كلية وأكاديمية وعمادة تقدم (52) تخصصًا في مرحلة البكالوريوس و(35) تخصصًا في مرحلة الدراسات العليا: الدكتوراه والماجستير والدبلوم العالي إضافة إلى عدد من برامج الدبلوم المهني.

### كلية الطب البشري

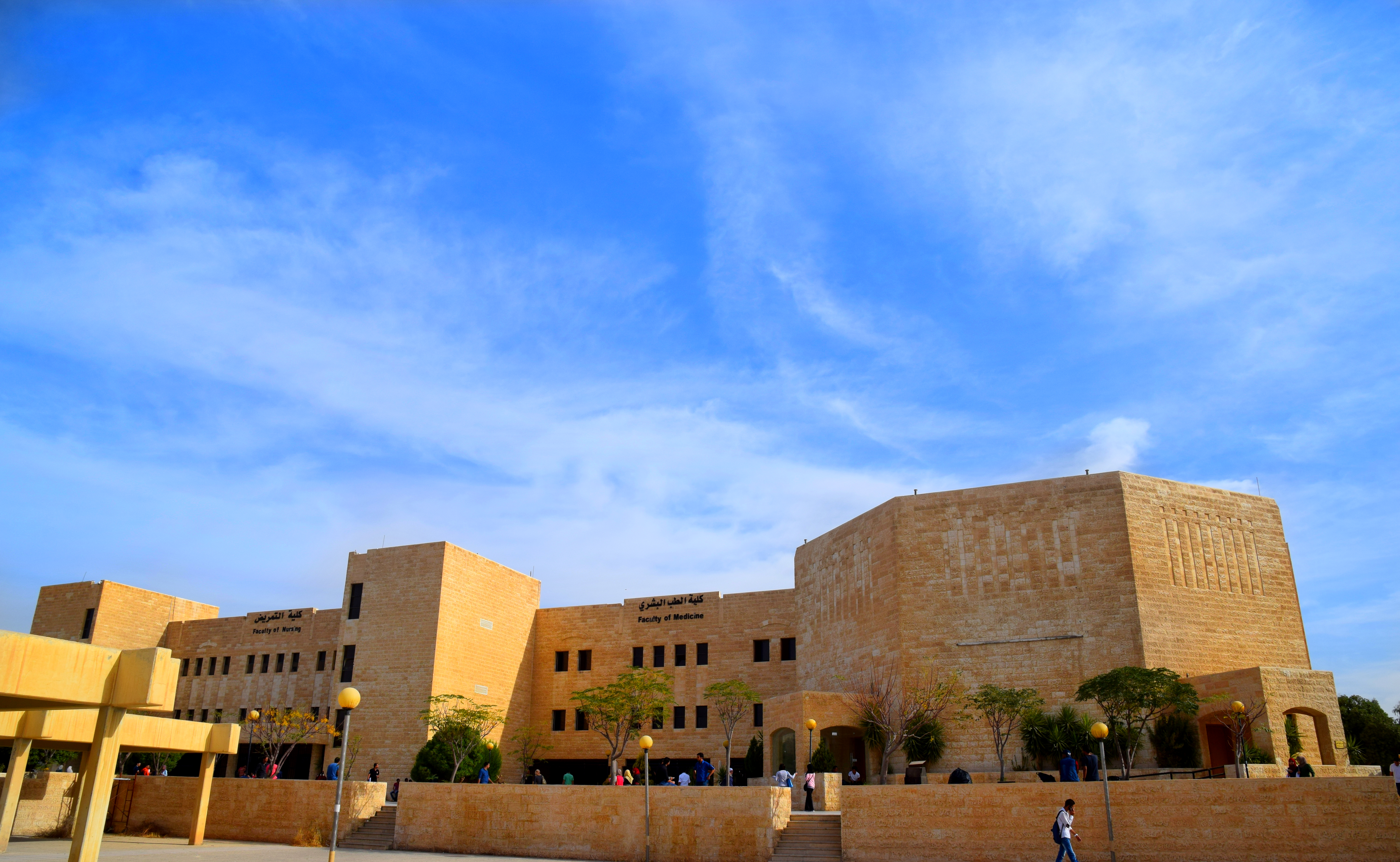
مبنى كلية الطب البشري

تم إنشاء الكلية في العام 2006، وقد باشرت الكلية بقبول الدفعة الأولى من طلبتها اعتباراً من بداية العام الجامعي 2006/2007، حصلت الكلية على الاعتماد الخاص في عام 2012 كما حصلت على الاعتماد الدولي غير المشروط في عام 2016 ولمدة ست سنوات.
تم تشكيل المجلس الدائم لكلية الطب في الجامعة الذي يقوم بدوره بتنفيذ تعليمات منح درجة البكالوريوس في الطب البشري وأتم المجلس إعداد الخطة الدراسية لدرجة البكالوريوس في الطب البشري ووصف المساقات التي تشمل عليها الخطة.
ويتوجب على الطالب إنهاء 257 ساعة معتمدة للحصول على الدرجة العلمية.
تم تغيير خطة كلية الطب في بداية عام 2011 وذلك على أن تطبق على الطلاب الجدد وأن يبقى عدد الساعات المعتمدة على حاله ولكن بتركيز أكثر على الجوانب العملية بدلاً من المواد الاختيارية.
تم افتتاح الكلية رسمياً في عام 2010 وذلك باحتفال حضره الملك عبد الله الثاني بن الحسين. وتقدم الكلية برنامج بكالوريوس في تخصص : دكتور في الطب. وقد خرجت الكلية حتى الآن 7 أفواج بواقع 1260 خريجًا منذ تخريج الفوج الأول في يونيو 2012. تعد الكلية من كليات الطب المصنفة ضمن الدليل العالمي للمدارس الطبية.

### كلية طب الأسنان
حصلت كلية طب الأسنان على الاعتماد الخاص في سبتمبر 2023 وستبدأ الدراسة فيها في الفصل الأول من العام الجامعي 2023-2024.

### كلية العلوم الصيدلانية

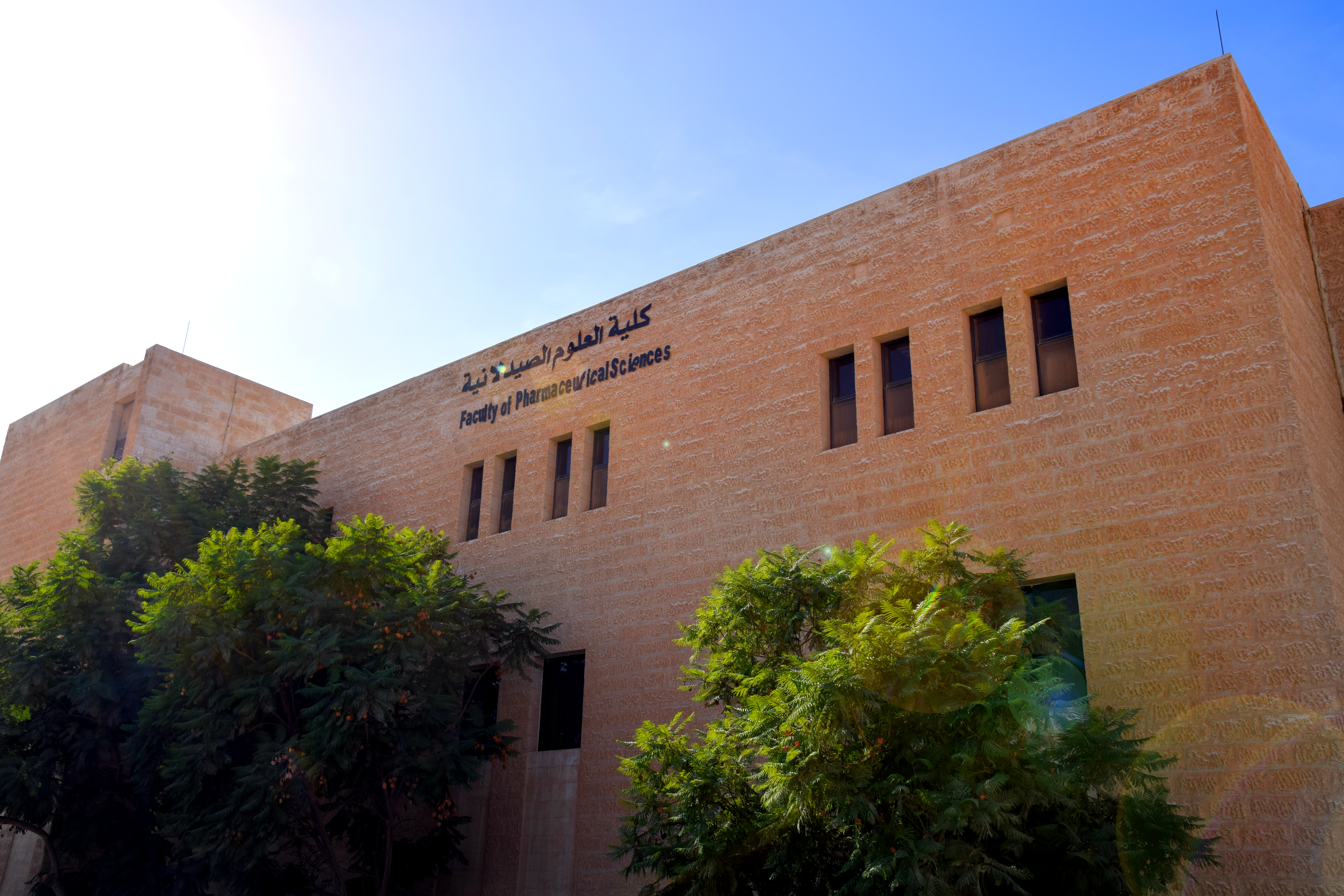
كلية العلوم الصيدلانية

وتقدم برنامج البكالوريوس في الصيدلة ضمن مسارين هما: الصيدلة الصناعية والصيدلة الإدارية حيث قبل أول فوج في الكلية في العام الجامعي 2013-2014. وتشتمل الكلية على صيدلية افتراضية أنشئت في عام 2015 بهدف تدريب الطلاب وتفعيل الجانب العملي من تخصص الصيدلة.

### كلية الهندسة

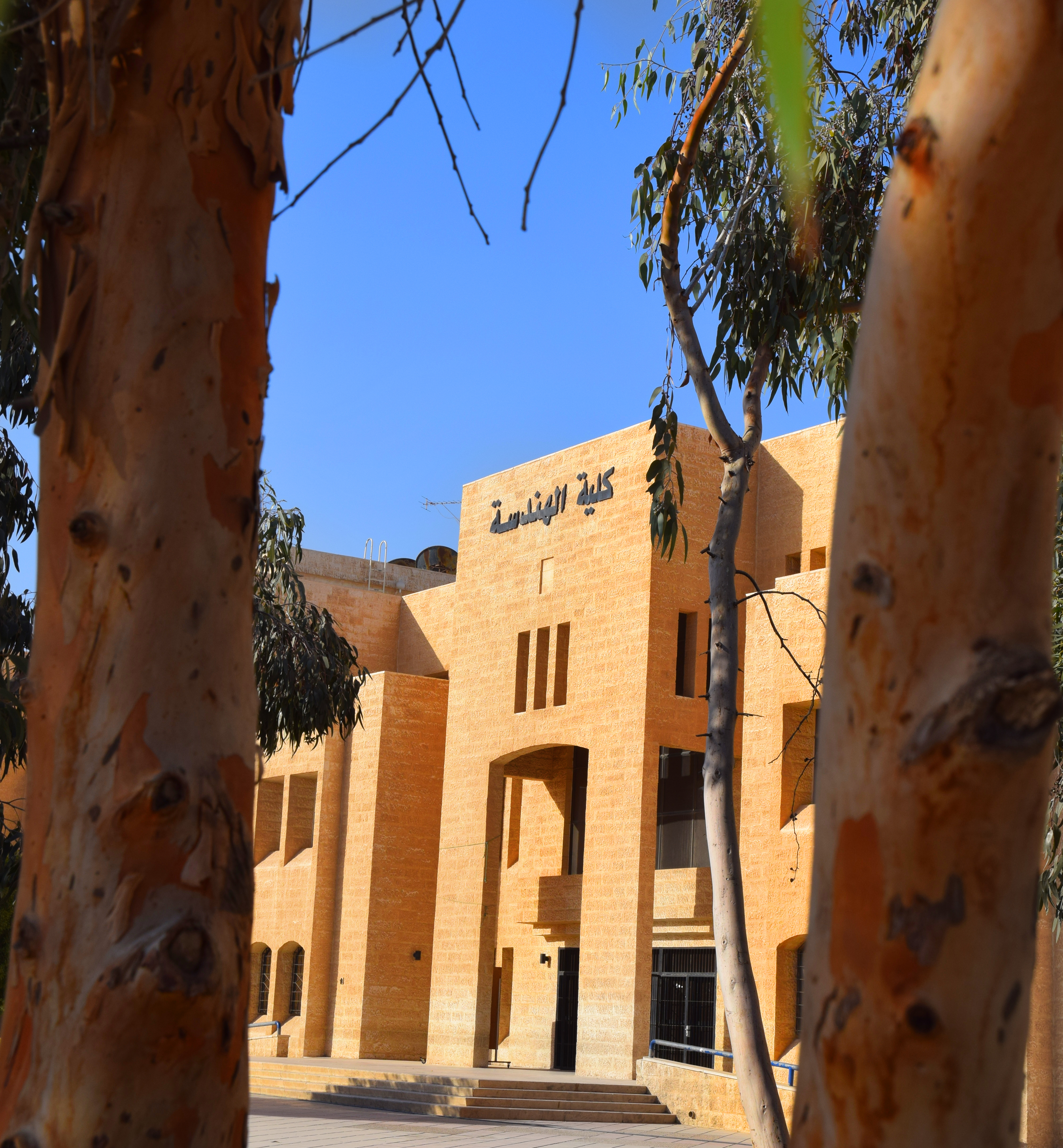
مبنى كلية الهندسة

تأسست كلية الهندسة في أغسطس 1998 وخرجت الفوج الأول من المهندسين في عام 2003. وهي واحدة من الكليات التي حصلت على الاعتماد الخاص وقد حصلت على الاعتماد الأكاديمي للهندسة والتكنولوجيا الأمريكي (ABET) في 28 أغسطس 2018. كلية الهندسة تقدم درجة البكالوريوس والدراسات العليا في ثمانية برامج. تقدم الكلية برامج البكالوريوس الآتية: العمارة، المدنية، الكهربائية، الصناعية، الطبية، الميكانيكية، الحاسوب، الميكاترونيكس.
وتقدم برامج الماجستير الآتية: الهندسة الميكانيكية، أنظمة الطاقة، إدارة الصيانة، تكنولوجيا الفحص والتقييم اللاإتلافي.
ويتوجب على الطالب إنهاء الساعات المعتمدة لكل تخصص حتى يمنح الدرجة العلمية، والساعات تختلف من تخصص لآخر، فمن 160 للهندسة المدنية والهندسة الطبية وحتى 172 هندسة العمارة.

### كلية الأعمال

كلية الاقتصاد والعلوم الإدارية

أنشأت الكلية في عام 1995 التي تحوي التخصصات التالية:
- العلوم المالية والمصرفية .
- المحاسبة.
- إدارة الأعمال.
- الاقتصاد.
- الاقتصاد المالي.
- نظم المعلومات الإدارية.
- إدارة المخاطر والتأمين.
- إدارة الفنادق.
- المحاسبة والقانون التجاري.
- التسويق الرقمي

وتحتوي أيضا على برامج الماجستير التالية :
- المحاسبة والتمويل.
- إدارة الأعمال.
- إنتاج وعمليات.
- الاستمثار والتمويل.
- إدارة الأعمال (برنامج مشترك) مع جامعة تكساس/أرلينغتون.

### كلية العلوم
تأسست عام 1996/1995 وتقدم برامج البكالوريس التالية :
- فيزياء.
- كيمياء.
- علوم حياتية.
- تكنولوجيا حيوية.
- رياضيات.

وتقدم برامج الماجستير التالية :
- الفيزياء التطبيقية
- الكيمياء
- العلوم الحياتية

### كلية الآداب

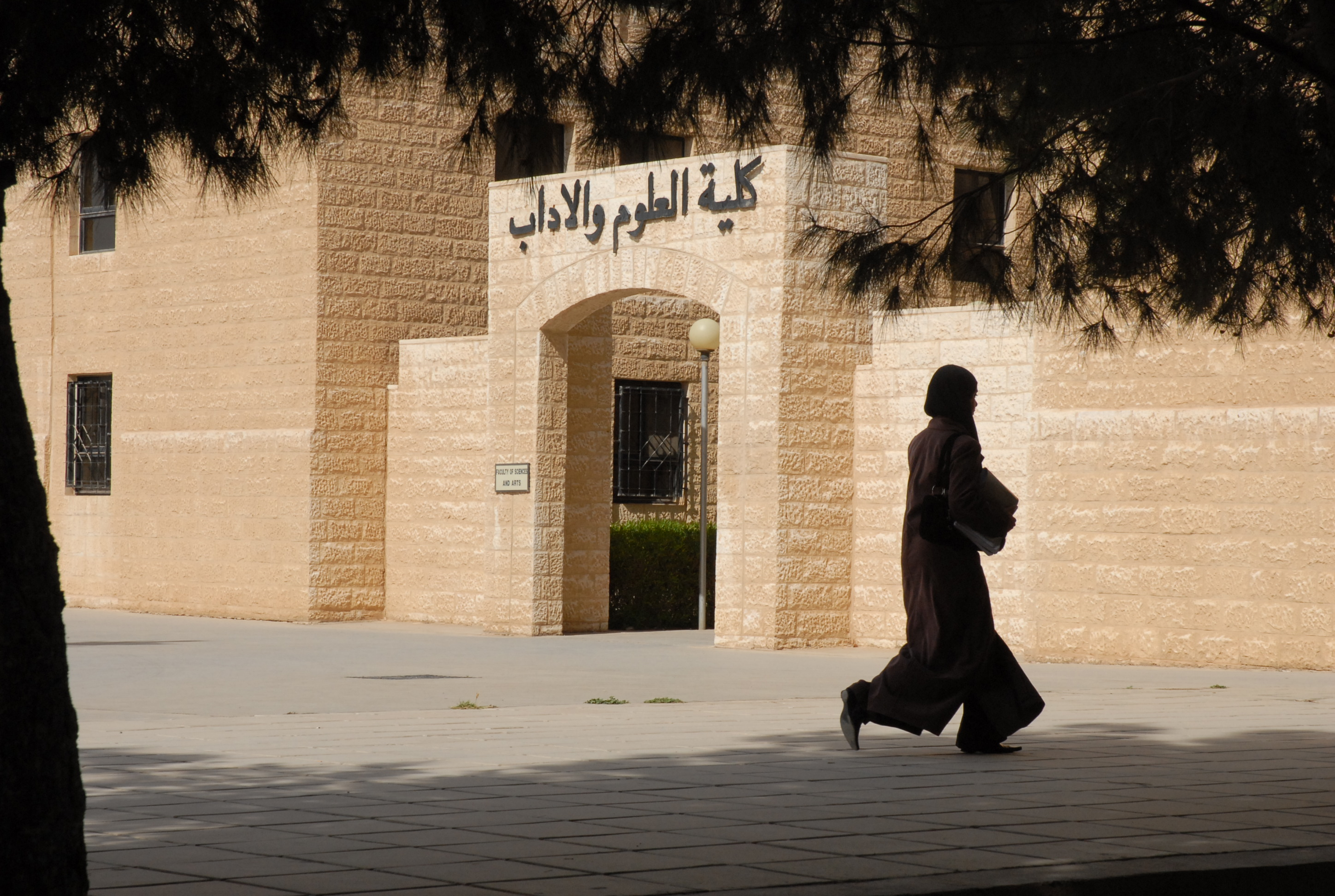
كليتا الآداب والعلوم

أنشئت الكلية في عام 1995 وتقدم برامج البكالوريوس في الاختصاصات التالية:
- اللغة الإنجليزية وآدابها.
- اللغة العربية وآدابها.
- الأدب والدراسات الثقافية باللغة الإنجليزية.
- العلاقات الدولية والدراسات الإستراتيجية.

بالإضافة لتقديم الكلية لبرنامج الماجستير في الاختصاصات التالية:
- اللغويات، والأدب والنقد.
- دراسات السلام والنزاعات.[28]

### كلية الأمير الحسين بن عبد الله الثاني لتكنولوجيا المعلومات

صورة عن بعد لكلية الأمير الحسين بن عبد الله الثاني لتكنولوجيا المعلومات

تم إنشاء الكلية في عام 2001م وافتتحت الكلية بحضور الملك عبد الله الثاني بن الحسين وتقدم برامج البكالوريوس الآتية:
- علم الحاسوب وتطبيقاته.
- أنظمة المعلومات الحاسوبية.
- هندسة البرمجيات.[30]

وتقدم برامج الماجستير الآتية:
أنظمة المعلومات والإبداع.
هندسة البرمجيات.

### كلية العلوم الطبية المساندة

كلية العلوم الطبية المساندة بجانب كلية التمريض

تأسست كلية العلوم الطبية المساندة في عام 1998 وبدأت باستقبال الطلبة في العام 2000 تقدم الكلية برامج البكالوريوس الآتية:
- التغذية السريرية والحميات.
- العلوم الطبية المخبرية.
- العلاج الطبيعي.
- العلاج الوظيفي.
- التصوير الإشعاعي.

وتقدم برنامج ماجستير في العلوم الطبية المخبرية.

### كلية العلوم التربوية

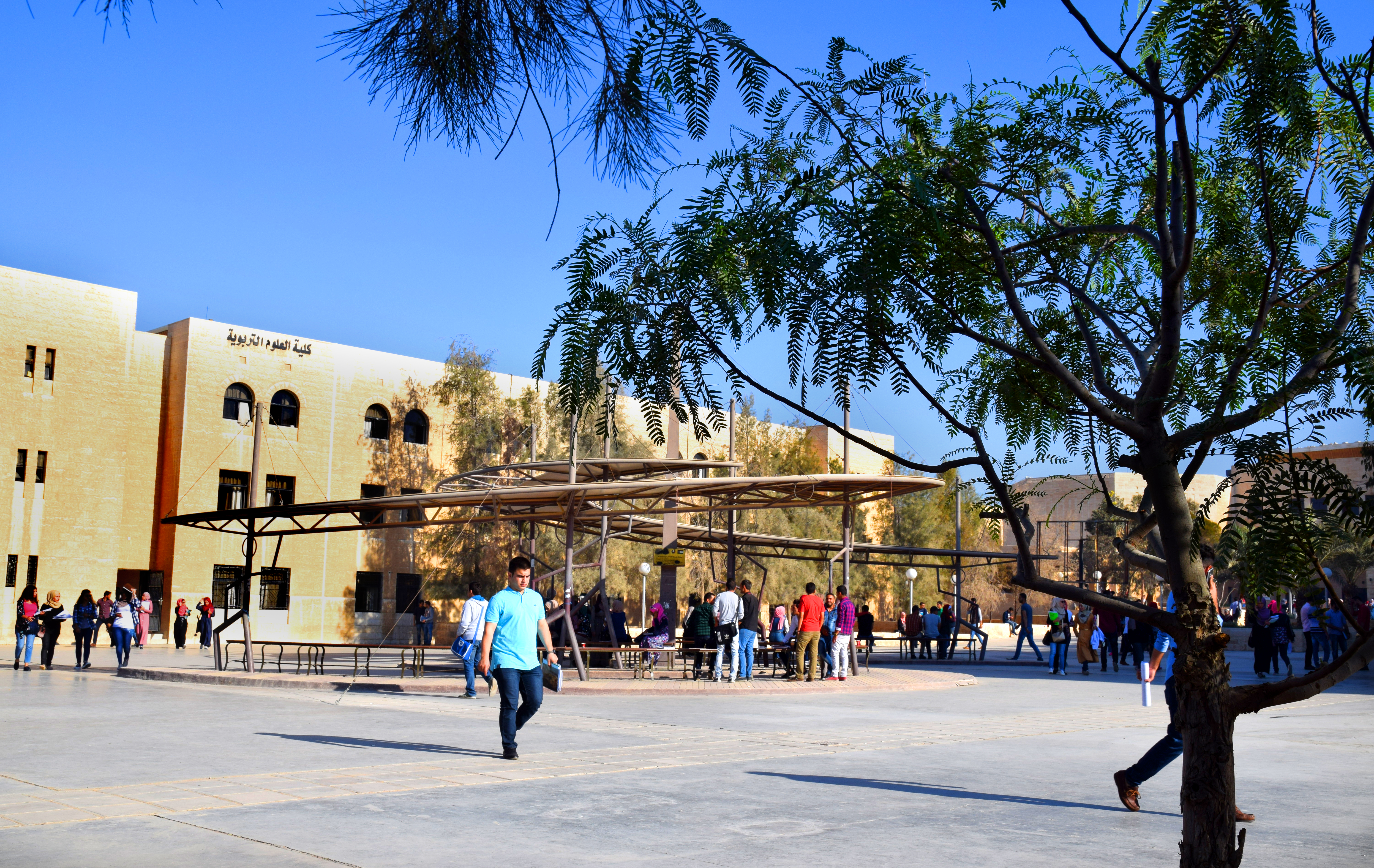
كلية العلوم التربوية

تأسست عام 1996/1995 وتقدم برامج البكالوريوس التالية :
- العلوم التربوية.
- معلم الصف.
- الإرشاد المدرسي.
- معلم التربية الفنية.

وتقدم برامج الماجستير التالية:
- الإدارة التربوية.
- أساليب تدريس اللغة الإنجليزية.
- أساليب تدريس اللغة الرياضيات.
- أساليب تدريس العلوم.
- مناهج وأساليب تدريس
- علم نفس تربوي
- الإرشاد التربوي
- الإرشاد الأسري

### كلية التمريض

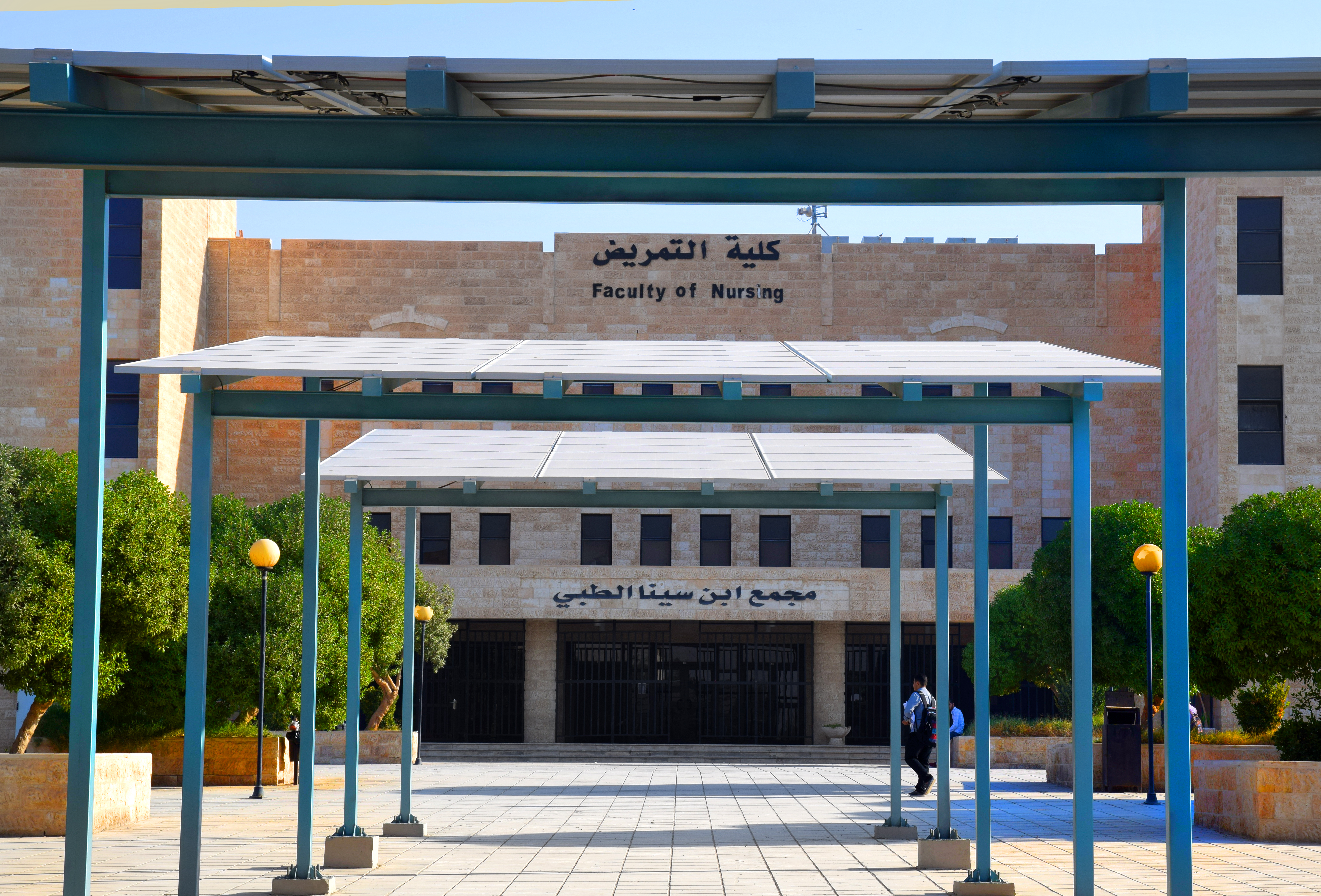
مبنى كلية التمريض

تأسست الكلية في العام الجامعي 1999-2000
تقدم برنامج البكالوريوس في علم التمريض:
- علم التمريض/إناث.
- علم التمريض/ذكور.

وتقدم برنامجي ماجستير في : تمريض السرطان وتمريض الصحة النفسية.

### كلية الموارد الطبيعية والبيئة

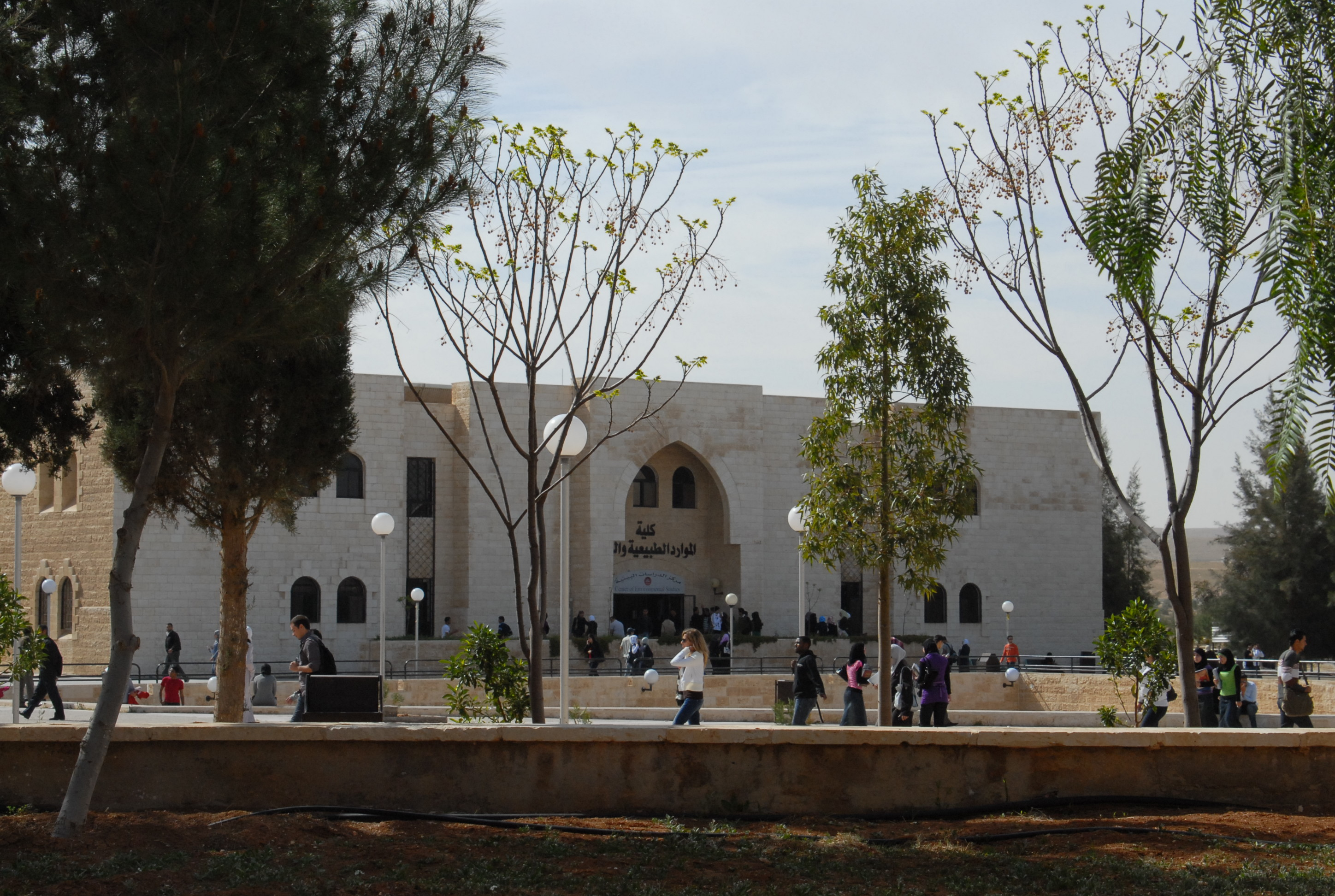
كلية الموارد الطبيعية والبيئة

أنشئت الكلية في عام 1999 وتقدم البرامج التالية:
- إدارة الأراضي والمياه.
- إدارة المياه والبيئة.
- الجيولوجيا والبيئة.

وتمنح الكلية درجة الماجستير في علوم البيئة وإدارتها، والجيولوجيا التطبيقية والتغيرات المناخية، واستدامة الأراضي الجافة.

### كلية التربية البدنية وعلوم الرياضة

مبنى الصالة الرياضية

تأسست الكلية قي عام 1998 تؤدي الدراسة فيها إلى نيل درجة البكالوريوس في التخصصات التالية:
- التأهيل الرياضي.
- التربية البدنية.
- الإدارة والتدريب الرياضي.

### كلية الملكة رانيا للطفولة

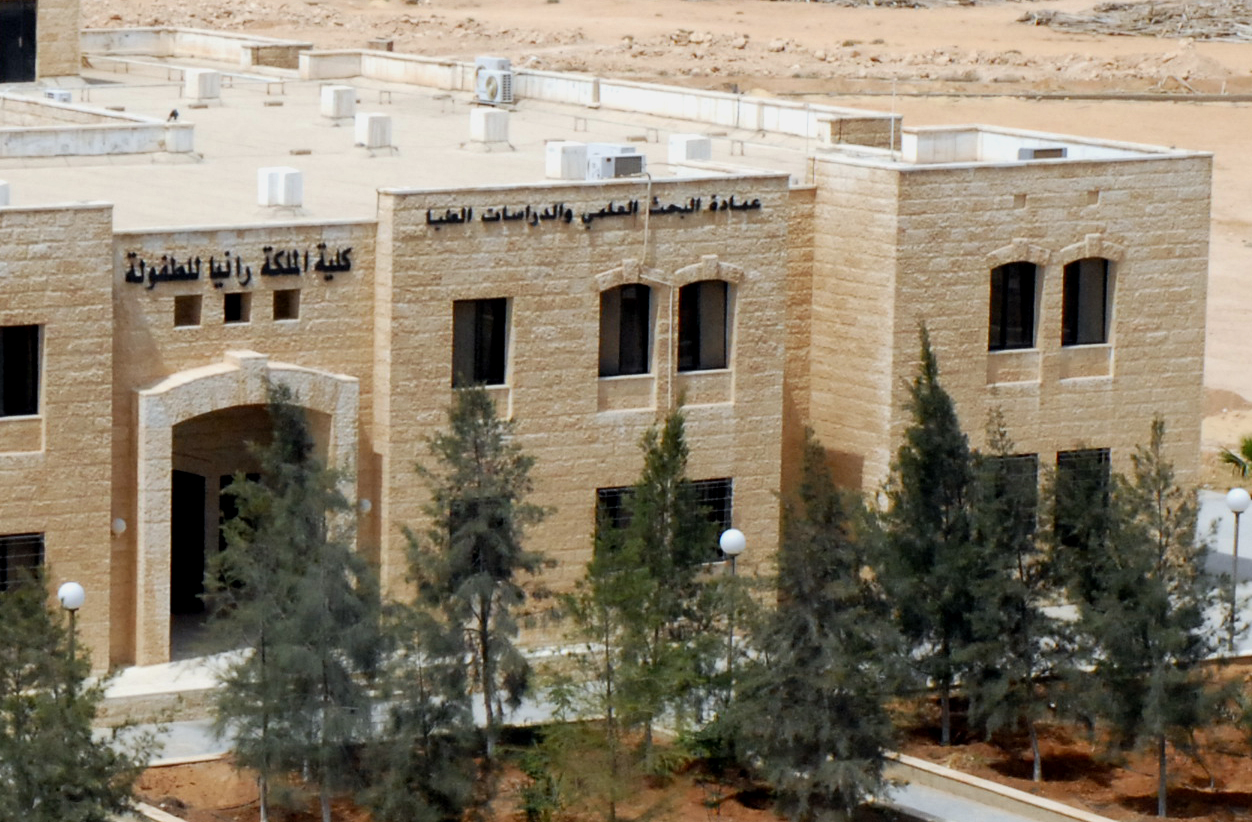
كلية الملكة رانيا للطفولة بجانب عمادة البحث العلمي

أنشئت الكلية في العام 2000 وتحتوي على حضانة أكاديمية نموذجية افتتحتها الملكة رانيا العبد الله في زيارتها للجامعة في عام 2016 وتقدم الكلية برامج البكالوريوس الآتية:
- تربية الطفولة المبكرة.
- التربية الخاصة.

### كلية الملكة رانيا للسياحة والتراث

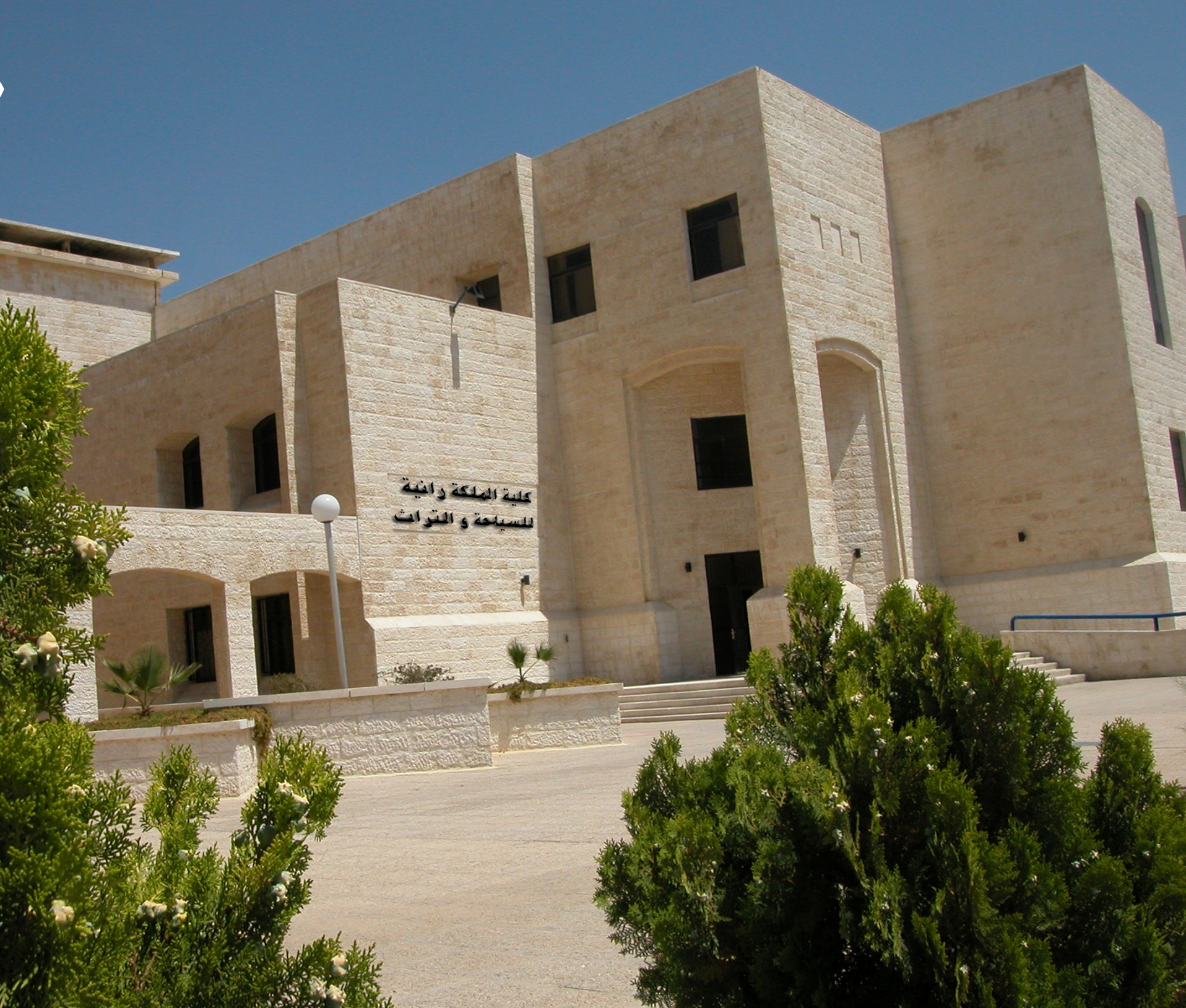
كلية الملكة رانيا للسياحة والتراث

أنشئت الكلية في العام الجامعي 1999-2000 وتقدم برامج البكالوريوس الآتية:
- إدارة الموارد التراثية والمتاحف.
- الإدارة السياحية.
- علم المحافظة على الآثار.

وبرنامج الماجستير في :
آثار الحضارات العربية القديمة.

### عمادة شوؤن الطلبة

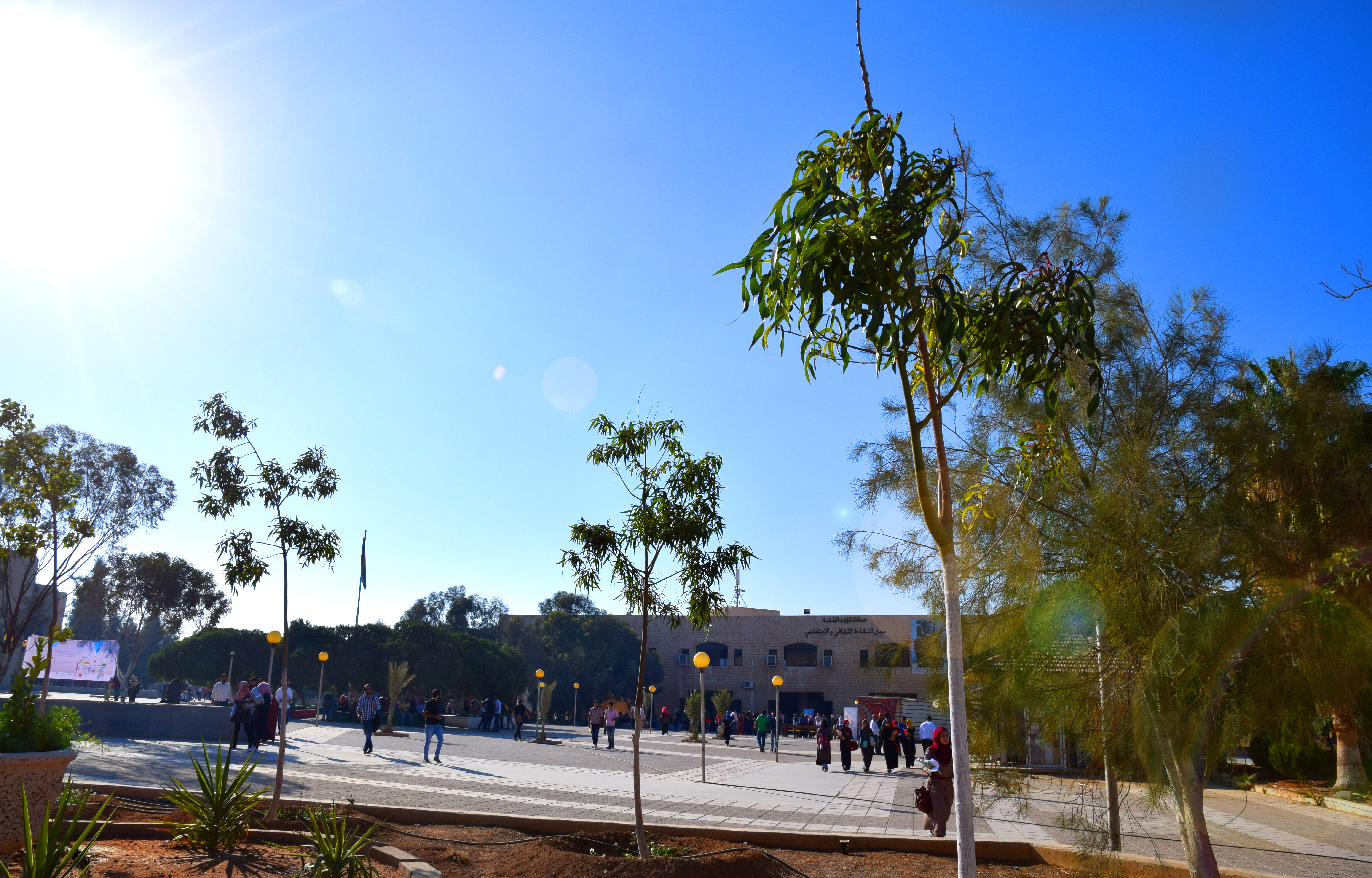
صورة عن بعد لعمادة شؤون الطلبة

أنشئت العمادة في العام الجامعي 1995-1996 وترتبط العمادة بشكل أساسي بالطلاب وبالمجتمع المحلي حيث تقوم العمادة على رعاية جميع الجوانب الشخصية للطالب جسميًا وعقليًا واجتماعيًا ونفسيًا عن طريق صقل شخصيات الطلبة وإعدادهم ليكونوا قادة المستقبل الفاعلين والقادرين على حمل المسؤولية حيث تهدف إلى بناء الحس والوعي الوطني لدى الطلاب وتفعيل مشاركة الطلاب الثقافية والرياضية والاجتماعية إلى جانب إعداد الطلاب لسوق العمل بالإضافة إلى تشجيع الروح التطوعية والتعاون الاجتماعي لدى الطلاب. تتكون العمادة من 7 أقسام هي:
- دائرة الخدمات والرعاية الطلابية وتشتمل على شعبتين إحداهما للخدمات الطلابية والأخرى للإرشاد النفسي.[41]
- دائرة النشاط الثقافي والفني.
- دائرة النشاط الرياضي وتشتمل على 3 شعب أولاها للمنشآت والمرافق الرياضية والثانية للإشراف والمنتخبات الرياضية والثالثة للجوالة والمعسكرات.[42]
- دائرة الهيئات الطلابية وتضم شعبتين هما شعبة مجلس الطلبة وشعبة الأندية الطلابية.[43]

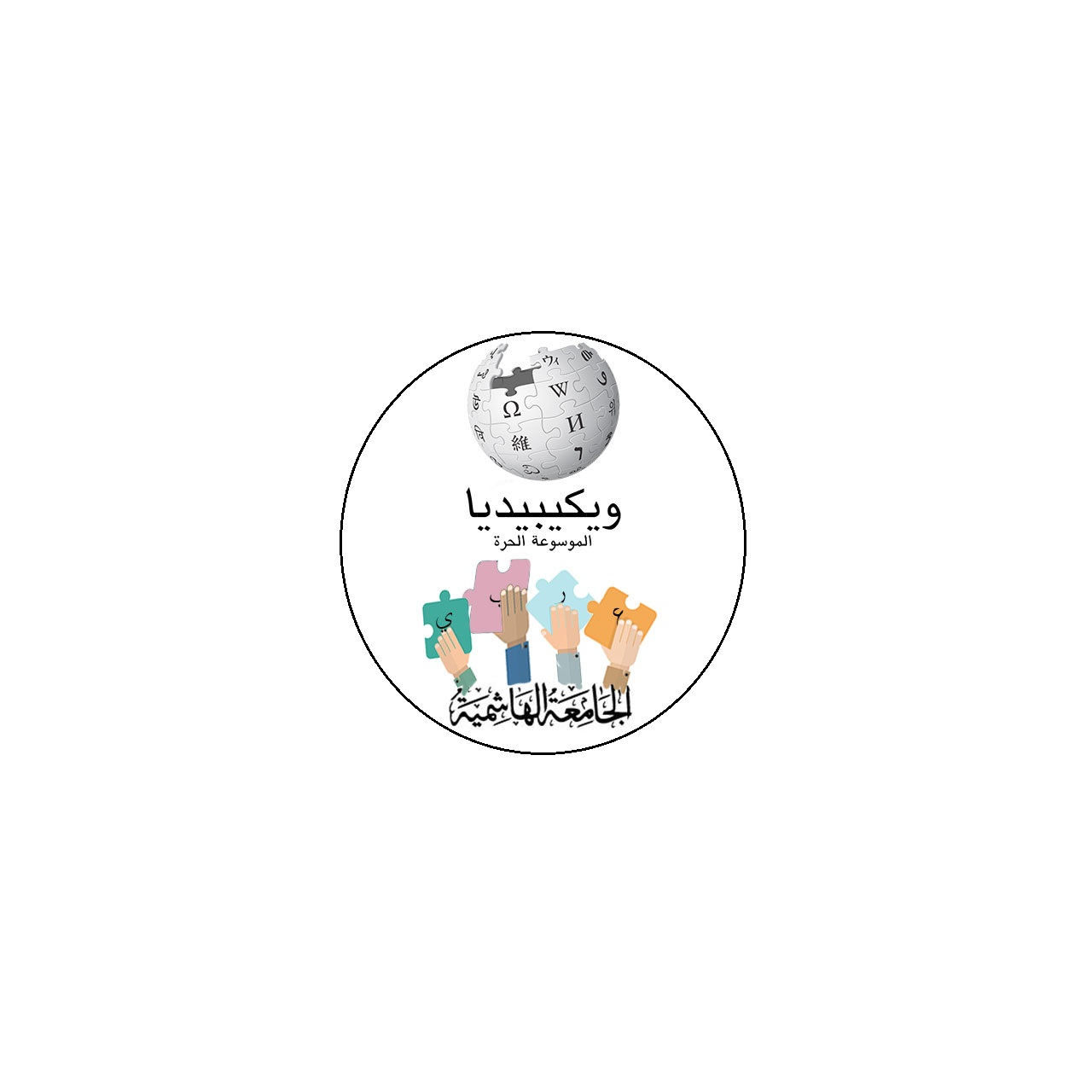
شعار لأحد الأندية الطلابية في الجامعة

يوجد في الجامعة الهاشمية (40) ناديًا طلابيًا في مختلف الاهتمامات هي: النادي الثقافي والفني ونادي اللغة العربيّة ونادي الريادة والإبداع والنادي الإعلامي والتصوير الفوتوغرافي ونادي الثورة العربية الكبرى ونادي التثقيف والتوعية الصحية ونادي البحث العلمي وتكنولوجيا المعلومات ونادي حسن التصرف والذوق الاجتماعي ونادي الهندسة وتطبيقاتها ونادي شؤون المرأة والطفل ونادي الفروسية والدراجات الهوائية ونادي تربية حل النزاعات والأمن المجتمعي ونادي السياحة والتراث ونادي التنمية السياسية وحقوق الإنسان والنادي البيئي والفلكي ونادي التلاوة والقرآن الكريم ونادي اللغات الأجنبية ونادي خدمة المجتمع والعمل التطوعي ونادي المحتوى العربي على الإنترنت (وهو نادٍ يهدف لتطوير محتوى موسوعة ويكيبيديا العربية بترجمة مقالات علمية ومعرفية متنوعة) ونادي الحوار والمناظرة ونادي الطلبة أصدقاء ذوي الإعاقة ونادي الطاقة المتجددة ونادي أصدقاء الدراسة ونادي أصدقاء المرور ونادي القيادة الواعدة ونادي قوافي الشعر والنادي الاقتصادي ونادي مكافحة الإدمان ونادي الإرشاد النفسي ونادي أصدقاء الدفاع المدني (سبعة بسبعة 7*7) ونادي مكافحة العنف المبني على النوع الاجتماعي ونادي التواصل الاجتماعي «فتبينوا» ونادي الفكر الثقافي ونادي الزراعة والأمن الغذائي ونادي الإعلام الطلابي ونادي المتبرعين بالدم ونادي السلم المجتمعي ونادي أصدقاء الدراسة ونادي المدرسة المتنقلة ونادي صحوة الضاد.
- مكتب الطلبة الوافدين.
- مكتب متابعة شؤون الخريجين.
- مكتب صندوق الملك عبد الله للتنمية والإرشاد المهني.[40][49]

يتبع للعمادة عدد من المرافق منها: مسرح الكرامة وقاعة للمحاضرات والندوات و3 استراحات للطلبة وقاعة للموسيقى وأخرى للمعارض إلى جانب مرسم ومرافق لخدمة الطلاب كمكتبة لمستلزمات الطلبة ومركز لبيع الكتب وسوبر ماركت وبريد بالإضافة للصالات والملاعب الخارجية. توفر العمادة إمكانية طلب القروض والإرشاد النفسي والاجتماعي إلى جانب الاستشارات.

### عمادة البحث العلمي
تأسست عمادة البحث العلمي والدراسات العليا في العام الجامعي 1996-1997 ومن ثم انفصلت عمادة البحث العلمي عن كلية الدراسات العليا في عام 2015. تعتبر العمادة مسؤولة عن تحسين مستوى البحث العلمي والتطوير ودعم الأبحاث العلمية لأعضاء هيئة التدريس كما تخصص الجامعة 3 بالمئة من ميزانيتها لدعم البحث العلمي حيث تم دعم 250 بحثًا من قبل عدة جهات دولية ومحلية في الأعوام 2011-2016 وحصل أعضاء الهيئة التدريسية على 30 منحة دولية ونشر 2711 بحثا في الأعوام 2010-2011 وبلغ مجموع المشاركات في المؤتمرات العلمية 756 مؤتمر بالإضافة إلى 33 براءة اختراع مسجلة و147 جائزة محلية ودولية لأعضاء الهيئة التدريسية في ذات الفترة؛ حيث تقدم جهات مثل تمبس وإراسموس بلس وهوريزون 2020 وFP7 والمفوضية الأوروبية ومؤسسة والتر ريد العسكرية للبحوث وجامعة ديوك منحا دولية للبحث العلمي. كما تقدم بعض الجهات المحلية في الأردن كالمجلس الأعلى للعلوم والتكنولوجيا وصندوق دعم البحث العلمي ومؤسسة عبد الحميد شومان الدعم لمشاريع البحث العلمي في الجامعات الأردنية. توفر العمادة موقعًا إلكترونيًا تعرض فيه الأبحاث العلمية المنشورة لأعضاء الهيئة التدريسية نظرًا للزيادة في عدد الأبحاث المدعومة كما يوفر الموقع معلومات عن المنح والجوائز وبراءات الاختراع التي حصل عليها أعضاء هيئة التدريس إلى جانب المحكمين الدوليين والمحليين وكذلك الأدوات البحثية وأبحاث الطلاب وترتيب باحثي الجامعة وقد أصبحت عمادة محوسبة بشكل كامل في مايو 2017. تصدر العمادة عددًا من المجلات العلمية بدعم من صندوق البحث العلمي التابع لوزارة التعليم العالي والبحث العلمي ومن هذه المجلات:
- المجلة الأردنية للعلوم الحياتية: وهي مجلة عالمية محكمة صدر عددها الأول منذ بداية العام 2008حيث بلغ عدد إصدارات المجلة 4 أعداد في كل عام من الأعوام من 2011 إلى 2015.
- المجلة الأردنية للهندسة الميكانيكية والصناعية: وهي مجلة علمية محكمة أصدرت 8 مجلدات حتى الآن بواقع 6 أعداد في المجلد الواحد من كل عام.
- المجلة الأردنية لعلوم الأرض والبيئة: وهي مجلة عالمية محكمة شارك في تحكيمها ما يزيد على 100 محكما وأصدرت عددها الأول في بداية عام 2008 ثم وصل عدد إصدارات المجلة إلى 7 مجلدات حيث يحوي كل مجلد على عددين من أعداد المجلة بالإضافة ل3 أعداد خاصة عرضت في مؤتمرات عالمية في الأردن.[54]

### عمادة التطوير الأكاديمي والتواصل الدولي
أنشئت العمادة في العام الجامعي 2003-2004 في البداية تحت مسمى مركز التطوير الأكاديمي والتواصل الدولي بهدف التحسين المستمر للخدمات والبرامج التعليمية في كليات الجامعة المختلفة وفق معايير الاعتماد المحلية والعالمية. يشتمل المركز على 3 دوائر هي: دائرة التطوير الأكاديمي ودائرة توكيد الجودة والاعتماد ودائرة التواصل الدولي وقد تحول المركز إلى عمادة بناء على قرار مجلس التعليم العالي في 15 أبريل 2017.

### كلية الدراسات العليا
انفصلت كلية الدراسات العليا عن عمادة البحث العلمي في عام 2014 حيث تقدم 35 تخصصًا في مرحلة الدراسات العليا : والدكتوراه والماجستير والدبلوم العالي إضافة إلى عدد من برامج الدبلوم المهني وتعمل على تطوير واستحداث برامج دراسات عليا تبعًا لاحتياجات السوق المحلية والأقليمية والعالمية وتهيئة بيئة بحثية ملائمة.

### كلية الحسن بن طلال للأراضي الجافة
تم إنشاؤها بمسمى أكاديمية الأراضي الجافة ثم تم تغيير اسمها لاحقًا إلى كلية الأمير الحسن للأراضي الجافة. تقدم الكلية برنامج بكالوريوس في إدارة الموارد الطبيعية في الأراضي الجافة والذي يعد الأول من نوعه في الشرق الأوسط وقد تم طرحه بالتعاون مع المجلس الأعلى للعلوم والتكنولوجيا والمركز الدولي للبحوث الزراعية في المناطق الجافة (إيكاردا) بهدف تحقيق استدامة في أراضي البادية والأراضي الجافة التي تشكل 80 بالمئة من مساحة الأردن وذلك بتوجيهات من الأمير الحسن بن طلال رئيس المجلس الأعلى للعلوم والتكنولوجيا في الأردن. بدأت الكلية باستقبال الطلبة عن طريق القبول المباشر في 4 أكتوبر 2015.

## الوضع المالي
تعتبر الجامعة الهاشمية جامعة خالية من العجز المالي أو الديون حيث لا تتلقى أي دعم حكومي في فترة تسلم رئيسها كمال الدين بني هاني منصبه إذ توفر بالمجمل 7.1 مليون دينار سنويًا بالمقارنة مع الإدارات السابقة للجامعة وقد حققت ذلك من خلال العمل على إدارة مواردها عن طريق الترشيد في النفقات التي لا تؤثر على سير العملية الدراسية ويمكن الاستغناء عنها من أمثلة العمل الإضافي لأعضاء الهيئة التدريسية والإدارية وكذلك نفقات الاحتفالات الجامعية التي عملت الجامعة على تقليصها بالتزامن مع التدقيق على الإجازات المرضية ومدى تناسب المرض مع مدة الإجازة بالإضافة للعمل على تطوير برامج تكنولوجيا المعلومات من خلال مركز تكنولوجيا المعلومات في الجامعة عوضا عن شرائها من جهات خارجية كما أوقفت الجامعة التعيينات الإدارية منذ 4 سنوات حيث يبلغ عدد التعيينات صفرا من خلال عدم التجديد لمن بلغ سن الستين من الإداريين حيث تبلغ نسبة الأكاديميين إلى الإداريين في الجامعة أكاديمي واحد مقابل (1.5) إداري. عملت الجامعة أيضا على زيادة إيراداتها المالية حيث تم تمويل عدد من المشاريع من مصادر خارج الجامعة مثل مسجد الجامعة الذي بني على نفقة الشيخ سالم المزروعي من دولة الإمارات العربية المتحدة وكذلك صيدلية تدريب الطلاب على نفقة شركة دواكم. بلغت قيمة مساهمات الدولة للجامعة 26 مليون دينار كديون على الدولة، وتم إسقاطها في موازنة العام 2015 كونها ديون لن تأتي فعليا لعدم وجود عجز في موازنة الجامعة.

## الانتماءات والاتفاقات الدولية والتصنيفات
الجامعة الهاشمية عضو في اتحاد جامعات العالم الإسلامي، الرابطة الدولية للجامعات (IAU)، اتحاد الجامعات العربية (AArU).
حصلت الجامعة الهاشمية على المرتبة العاشرة من بين أفضل الجامعات في منطقة الشرق الأوسط وشمال أفريقيا في سياق قياس تأثير البحث العلمي تبعا لتصنيف مؤسسة التايمز العالمية كما حلت في التصنيف (+301) في تصنيف الجامعات الفتية التي لم يمض على تأسيسها أكثر من خمسين عاما. إلى جانب تصنيفها ضمن أفضل 300 جامعة عالمية بحسب تصنيف مجموعة بريكس والاقتصادات الناشئة لعام 2017 حيث حصلت الجامعة على الترتيب ضمن (251-300). وحصلت على المرتبة الثالثة بين الجامعات الأردنية للعامين 2016 و2017 على التوالي وحلت في الترتيب 37 بين الجامعات العربية بحسب يو إس نيوز آند وورد ريبورت لعام 2017. كما حلت في الترتيب 38 بين الجامعات في المنطقة العربية حسب تصنيف الجامعات العالمي QS.

## حقوق الإنسان وخدمة المجتمع المحلي
عملت الجامعة على تعزيز حقوق الإنسان من خلال الاهتمام بالطلاب ذوي الاحتياجات الخاصة وإيلاء الرعاية لهم حيث توفر المصاعد والأدراج الصديقة لهم وتطلق عليهم الجامعة تسمية «أولي الضرر» وهي تسمية دعا لاعتمادها رئيس الجامعة كمال الدين بني هاني بمناسبة اليوم العالمي لذوي الاحتياجات الخاصة وهي تسمية مستمدة من القرآن الكريم في الآية 95 من سورة النساء: ﴿لَا يَسْتَوِي الْقَاعِدُونَ مِنَ الْمُؤْمِنِينَ غَيْرُ أُولِي الضَّرَرِ وَالْمُجَاهِدُونَ فِي سَبِيلِ اللَّهِ بِأَمْوَالِهِمْ وَأَنْفُسِهِمْ فَضَّلَ اللَّهُ الْمُجَاهِدِينَ بِأَمْوَالِهِمْ وَأَنْفُسِهِمْ عَلَى الْقَاعِدِينَ دَرَجَةً وَكُلًّا وَعَدَ اللَّهُ الْحُسْنَى وَفَضَّلَ اللَّهُ الْمُجَاهِدِينَ عَلَى الْقَاعِدِينَ أَجْرًا عَظِيمًا ۝٩٥﴾ [النساء:95] كما طرحت الجامعة مادة لغة الإشارة كمتطلب جامعي إلى جانب خصم 90 بالمئة من الرسوم الجامعية للطلبة من هذه الفئة. بالإضافة لإقامة أيام طبية مجانية تستهدف ذوي الاحتياجات الخاصة في المنطقة المحيطة بالجامعة.

## الوحدات والدوائر

### المراكز العلمية والمكاتب المتخصصة والخدمية

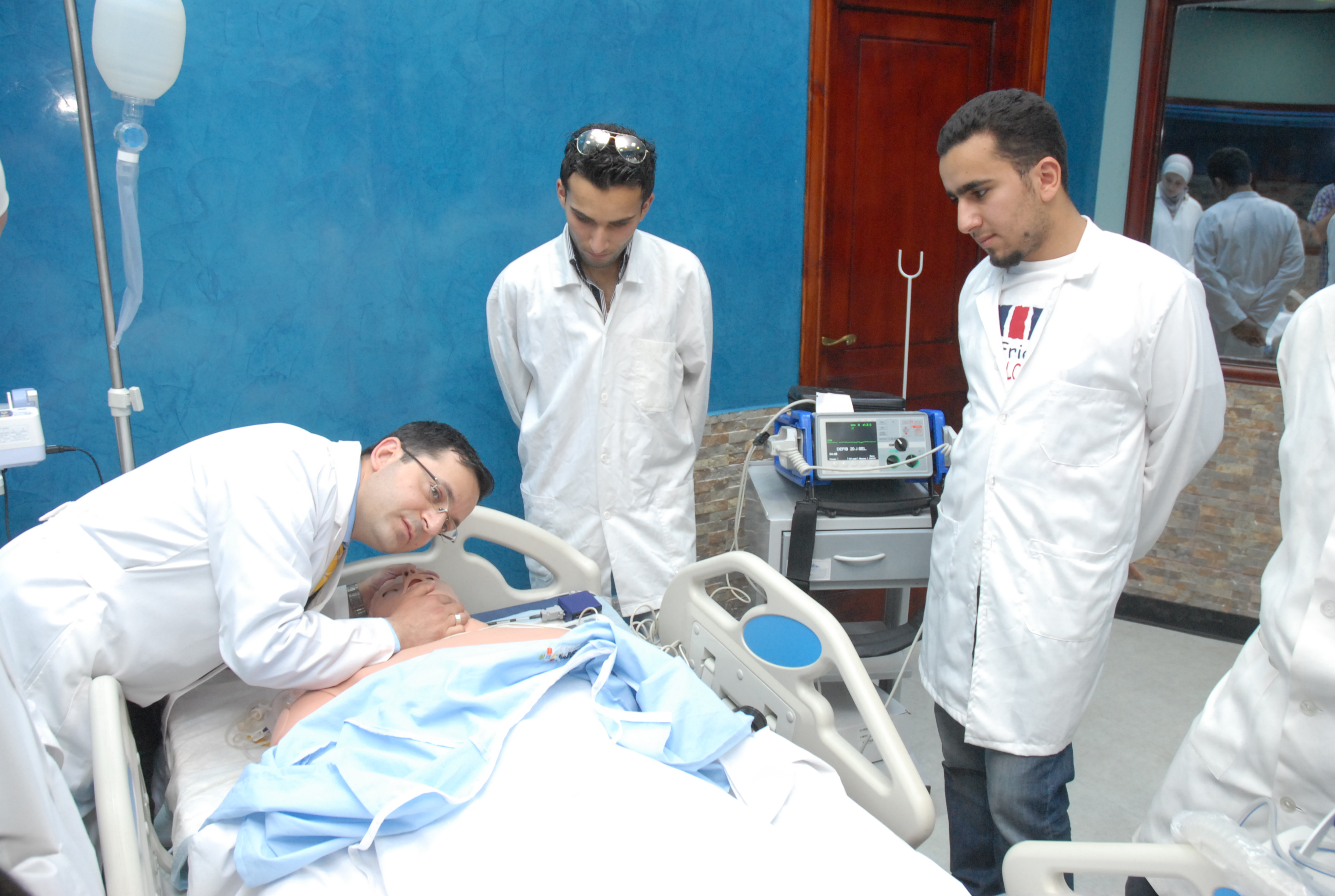
مركز تعليم وفحص المهارات السريرية وتظهر فيه الدمية الرئيسية التي تحاكي وظائف الإنسان الفسيولوجية

- مركز تعليم وفحص المهارات السريرية، لتدريب طلبة الطب:[81] افتتح المركز في 17 يوليو 2012 وهو يعد المركز الأول من نوعه في الأردن[82][83] ويهدف المركز إلى تعزيز ثقة الطلاب بأنفسهم وتذليل الحاجز النفسي في التعامل بين الطبيب والمريض حيث يتعلم الطالب المهارات السريرية من السنة الأولى[84] ويشتمل المركز على مختبرين:

1. مختبر الدمية الرئيسية: يحتوي المختبر على غرفة للتحكم وغرفة للفيديو يعرض فيها أفلام تعليمية للطلاب، وغرفة للمشاهدة يتابع فيها الطالب زميله الآخر أو أستاذه الجامعي أثناء قيامه بالمهارات الطبية وكيفية تعامله مع المريض، ومكتب للمشرف إلى جانب دمية تمثل مريضا افتراضيا وتقوم بمحاكاة عمليات الإنسان الفسيولوجية الحيوية كالنبض والتنفس والإخراج والضغط والإحساس بالضوء وهي مرتبطة بجهاز حاسوب حيث يمكن اختيار الحالة المرضية وفق برنامج حاسوبي من قائمة محوسبة حيث تحتوي القائمة على 59 سيناريو مرضي قابلة للزيادة عن طريق تحضير حالات مرضية أخرى محتملة وفقا للحاجة التدريبية والتعليمية المطلوبة. تقوم الدمية بمحاكاة النزف من الجروح حيث يخرج الدم منها كالجروح الحقيقية وتتفاعل الدمية مع التخدير ولها قابلية إخراج السوائل الأخرى في الجسم كالبول والمخاط إذ تتزود الدمية بالسوائل والغازات بشكل دائم من خلال غرفة تزويد رئيسية كما تتعرف على 250 نوعا من الأدوية من حيث تأثير الدواء وآثاره الجانبية حيث تعطى الدواء عبر إبرة رقمية تتضمن رمزا شريطيا (باركود) وتحوي سائل بلون الدواء. تتمتع الدمية بقابلية عمل إنعاش قلبي رئوي لها حيث ترتبط بجهاز التنفس الاصطناعي وجهاز للصدمات الكهربائية ويظهر تخطيط القلب على شاشة ملحقة بالدمية بالإضافة لكاميرتين إحداهما تصور الطلاب وهم يتعاملون مع الحالة المرضية والثانية تصور الدمية واستجابتها للطبيب وتظهر صورهما على الشاشة الرئيسية في غرفة التحكم. تمتلك الدمية إمكانية إصدار الأصوات كصوت التعبير عن الشعور بالألم وتستطيع طلب الدواء أو الغذاء أو الحاجة للطبيب المعالج.[85]
2. مختبر العيادات الفرعية: يحتوي المختبر على 23 عيادة تدريبية طبية تحتوي كل منها على مكتب وسرير طبي وجهاز حاسوب مرتبط بالإنترنت يحوي مكتبة طبية إلكترونية كما تحتوي على دمية تختلف من عيادة لأخرى وتعلم الطلاب مهارة طبية معينة في كل عيادة كفحص ضغط الدم وبزل النخاع الشوكي وفحص الأذن وتسمع أصوات القلب والتعرف على المداخل الوريدية وسحب الدم والمحاليل الوريدية وإعطاء الدواء بطريق العضل أو العظم أو الوريد إلى جانب تخيط الجروح والغرز الطبية والخيوط الجراحية بأنواعها بالإضافة للتعامل مع حديثي الولادة وكذلك إجراء الفحص الشرجي. يحتوي المختبر على غرفتين لمراقبة الطلاب ومتابعتهم أثناء العملية التعليمة من طرف عضو الهيئة التدريسية وتقييم ممارستهم للمهارة وإتقانهم لها وسلوكهم أثناء تشخيص المريض ومعاينته. كما يشتمل المختبر على غرفتين لمهارات الاتصال وشاشة عرض يتم من خلالها مشاهدة فيديوهات تعليمية أو تسجيل للطلاب أثناء تدريبهم إلى جانب لوح ذكي. يضم المختبر أيضا دمية رجل الرضة (بالإنجليزية: Trauma Man) التي يتعلم الطالب من خلالها التدخل الجراحي في الحالات الطارئة كسحب السائل البريتوني وتركيب أنبوب الصدر والمداخلات الجراحية بطريق الحنجرة.[86][87] وقد فاز مركز تعليم وفحص المهارات السريرية بجائزة الحسن بن طلال للتميز العلمي التي يشرف عليها المجلس الأعلى للعلوم والتكنولوجيا حيث فاز المركز بالجائزة الأولى.[88]

- مركز تكنولوجيا المعلومات والاتصالات والتعليم الإلكتروني:[89] أنشئ المركز في أواخر عام 1997 لحوسبة الأنظمة الجامعية ويتكون المركز من 3 دوائر هي دائرة البرمجة وتطبيقاتها ودائرة الشبكات والاتصالات والخدمات الفنية ودائرة التعليم الإلكتروني.[90] يوفر المركز للطلاب إمكانية الدخول لشبكة الإنترنت باستخدام اسم مستخدم وكلمة سر يتم أخذها من مشرفي المختبرات إلى جانب خدمة الطباعة وخدمة إجراء الامتحانات الإلكترونية بالإضافة لخدمة تسجيل المواد إلكترونيا واستطلاع علاماتهم وجدولهم الدراسي.[91] قام المركز بحوسبة عدد من الأنظمة والتطبيقات الأكاديمية منها نظام القبول والتسجيل ونظام الهيئة التدريسية ونظام شؤون الطلبة ونظام تقييم أعضاء الهيئة التدريسية ونظام صندوق الملك عبد الله ونظام صندوق الطلبة ونظام البحث العلمي والدراسات العليا ونظام الامتحانات الإلكترونية ونظام حسابات الطلبة وأنظمة الدوائر المستضافة (كالمكرمة الملكية وخدمة العلم والمستشار الثقافي) وكذلك الحال مع الأنظمة الإدارية كنظام الموارد البشرية والرواتب ونظام الديوان والأرشفة الإلكترونية ونظام اللوازم ونظام التأمين الصحي ونظام المركز الصحي ونظام إدارة الجامعة إلى جانب حوسبة عدد من تطبيقات الإنترنت منها حوسبة موقع الجامعة الإلكتروني وبوابة الطالب الإلكترونية وبوابة ولي أمر الطالب الإلكترونية وبوابة الموظف الإلكترونية وبوابة الجهات الباعثة وبوابة المستشفيات ونظام النشر الإلكتروني وبوابة القبول (طلبات الالتحاق) كما ساهم المركز بتطوير بعض النظم لخدمة المجتمع المحلي كتطوير النظام المالي ونظام المشتركين ونظام شهادات المنشأ ونظام الكفالات في كل من غرفة تجارة الزرقاء والمفرق.[92]
- مركز العمل الاجتماعي:[93] أنشئ المركز في عام 2006[94] ويوفر خدمات التدريب وتقديم الاستشارات وإجراء الدراسات والبحوث في مجال العمل الاجتماعي إلى جانب نشر الوعي في ذات المجال.[95]
- مركز الدراسات البيئية.
- مركز الدراسات والاستشارات والتعليم المستمر:[96] يتكون المركز من 3 دوائر هي:دائرة التدريب، وتهتم بتصميم وإعداد وتنفيذ البرامج التدريبية المختلفة.[97] ودائرة الدراسات، وتهتم بتنفيذ الاستشارات والدراسات.[98] إلى جانب دائرة التسويق، التي تهتم بتسويق برامج التدريب المتنوعة.[99] للمركز 3 مكاتب إحداها في الجامعة والثاني في الزرقاء والأخير في عمان.[100]
- مركز الفحوصات اللاإتلافية.[101]
- مركز اللغات.[102]
- مركز التأهيل المجتمعي لحالات الإعاقة.[103]
- مكتب تنمية خدمة المجتمع المحلي.

### الدوائر
- دائرة الموارد البشرية: أنشئت وباشرت بالعمل في يوليو 1995 وتتولى عدد من المهام منها: التعيين والترقية والتثبيت والنقل والإيفاد والترفيع والإعارة والانتداب والإجازات والاستقالات والتأمين الطبي والضمان الاجتماعي والتأمين على الحياة بالنسبة لأعضاء الهيئة التدريسية. إلى جانب توليها لعملية جمع بيانات عاملي الجامعة وتجديد عقودهم وتقييم أدائهم.[104] تشتمل الدائرة على 5 شعب هي: شعبة شؤون أعضاء هيئة التدريس وشعبة شؤون الموظفين والمستخدمين وشعبة التخطيط والتطوير وشعبة السجلات والأرشيف بالإضافة لشعبة الإيفاد.[105]
- وحدة الشؤون المالية:أسست في عام 1992 وتتولى عدد من المهام أهمها: تحديد مشروع موازنة الجامعة وتحصيل وقبض أموال الجامعة.[106] كما تهدف إلى الربط المباشر مع البنوك المحلية والعالمية لتسهيل عمليات دفع الرسوم على الطلبة إلى جانب توفير إيرادات جديدة للجامعة كالعمل على زيادة أعداد المقبولين من الطلبة ضمن البرنامج الدولي وكذلك زيادة حجم الاستثمار الجامعي من خلال إنشاء شركة مساهمة محدودة بهدف تنفيذ مشاريع مثل مطبعة الجامعة والمدرسة النموذجية ومحطة للمحروقات ومنازل للطلاب.[107] تتكون الوحدة من 3 دوائر هي: 1- دائرة الحسابات وتضم 4 شعب هي شعبة النفقات وشعبة الحاسوب والشبكات وشعبة صندوق الطلبة وشعبة الإيرادات، 2- دائرة الرواتب والتعويضات وتضم 3 شعب هي شعبة الرواتب وشعبة الادخار ومكافأة نهاية الخدمة وشعبة الضمان الاجتماعي، 3- دائرة الموازنة والرقابة المالية وتضم 4 شعب هي شعبة الموازنة وشعبة التدقيق والرقابة الداخلية وشعبة التكاليف وشعبة التحصيل والمتابعة.[108]
- وحدة القبول والتسجيل: أنشئت مع بداية الفصل الأول من عام 1995 وتتولى الوحدة مهام منها: التحضير لاستقبال الطلاب الجدد والسير بإجراءات قبولهم وتسجيلهم إلى جانب استخراج كشوف العلامات للطلاب بالإضافة لتنفيذ تعليمات منح درجة البكالوريوس والدبلوم والماجستير وكذلك العمل على الإعداد لمشروع التقويم الجامعي وتأجيل خدمة العلم للطلاب الذكور بالتنسيق مع مكتب خدمة العلم.[109] تتكون الوحدة من 5 تقسيمات فرعية هي: دائرة القبول ودائرة تسجيل الكليات العلمية ودائرة تسجيل الكليات الإنسانية ودائرة الوثائق والخدمات العامة وديوان القبول والتسجيل.[110] تقوم الوحدة أيضا بتقديم إجراءات القبول في البرنامج الموازي للطلاب الأردنيين الحاصلين على درجة الثانوية العامة الأردنية أو شهادة تعادلها إلى جانب البرنامج الدولي للطلاب غير الأردنيين الحاصلين على درجة الثانوية العامة الأردنية أو شهادة تعادلها[111] كما تقوم بالنظر في طلبات الانتقال إلى الجامعة[112] بالإضافة إلى قبول طلبات الالتحاق بالدراسة الخاصة الحرة.[113]
- دائرة البيئة والسلامة العامة: أنشئت الدائرة في العام 2008 وهي تشتمل على 3 شعب هي شعبة القاعات الصفية وشعبة المباني وشعبة السلامة العامة[114][115] وتهدف إلى الاهتمام بمظهر الجامعة ونظافتها وخلوها من الآفات كالحشرات والقوارض[116] إلى جانب تقديم إرشادات السلامة العامة[117] وتحديد بنود عطاء النظافة.[118]
- دائرة اللوازم: أنشئت الدائرة مع تأسيس الجامعة في العام 1995 حيث تقوم بتوفير احتياجات الجامعة من قرطاسية وأدوات تعليمية ومواد إنشائية ذات جودة عن طريق شرائها من متعهدين أو شركات وفق شروط وآليات شراء معتمدة في الجامعة[119] تهدف الدائرة إلى دراسة احتياجات الجامعة والسعي لتوفيرها في الوقت المناسب والإشراف عليها ومتابعتها.[120] تتكون الدائرة من 6 شعب هي: شعبة الرقابة على المخزون وشعبة المتابعة والتسليم وشعبة المستودعات وشعبة المشتريات وشعبة الحاسوب وشعبة التدقيق والعقود والتخليص.[121][122]

### البنوك
تحوي الجامعة فرعا لبنك القاهرة عمان. وفرعا للبنك العربي.

## انتخابات مجلس طلبة الجامعة
اعتمدت الجامعة نظام القوائم النسبية المفتوحة منذ مجلس طلبتها الرابع عشر الذي أجريت انتخاباته وفق هذا النظام في 4 ديسمبر 2014 حيث تعد الجامعة الهاشمية المؤسسة الأردنية الأولى التي تعتمد هذا النظام الانتخابي. إذ بلغ عدد مقاعد المجلس الخامس عشر الذي جرت انتخاباته في 4 أبريل 2016 ما مقداره 66 مقعدًا بواقع نسبة مقعد لكل 600 طالب. اعتمدت الجامعة وفق هذا النظام الانتخابي قائمتين:
- قائمة الجامعة: والتي تعد فيها الجامعة وحدة انتخابية مستقلة بواقع 14 مقعدًا.
- قائمة الكلية: وفيها تعد كل كلية وحدة انتخابية مستقلة بمجموع 52 مقعدًا موزعة على كليات الجامعة بحسب نسبة تمثيل تعتمد على حجم الكلية من حيث عدد الطلبة حيث حصلت كلية الهندسة على 8 مقاعد كونها أكبر كلية بعدد الطلاب تليها كلية الاقتصاد والعلوم الإدارية بواقع 7 مقاعد ثم تلتها كل من كلية العلوم الإدارية وكلية الآداب وكلية العلوم بواقع 4 مقاعد لكل منها أما كلية الطب البشري وكلية العلوم الطبية المساندة، وكلية التمريض وكلية التربية البدنية وعلوم الرياضة، وكلية الملكة رانيا للسياحة والتراث، وكلية الأمير الحسين بن عبد الله الثاني لتكنولوجيا المعلومات، وكلية الملكة رانيا للطفولة، وكلية الموارد الطبيعية والبيئة فقد حصلت كل منها على 3 مقاعد فيما حصلت كلية العلوم الصيدلانية على مقعد واحد بصفتها كلية حديثة النشأة.[125]

في مجلس الطلبة السادس عشر -والذي أجريت انتخاباته في ديسمبر 2018 حسب نظام القوائم النسبية المفتوحة مع حد العتبة- تم إجراء تعديلات على عدد المقاعد المخصصة حيث أصبحت 75 مقعدًا عوضًا عن 66 مقعدًا بواقع مقعد لكل 450 طالبًا وشملت التعديلات استحداث قائمة للطلبة الوافدين بلغ عدد مقاعدها 3 مقاعد إلى جانب استحداث مقعد للطلبة أولي الضرر (المصابين بإعاقة) بهدف مواكبة احتياجاتهم ورؤاهم وتطلعاتهم. كما تم زيادة عدد مقاعد قائمة الجامعة إلى 15 مقعدًا عوضًا عن 14 مقعدًا مع زيادة مقاعد قائمة الكلية إلى 56 مقعدًا عوضًا عن 52.

## مشاريع الجامعة

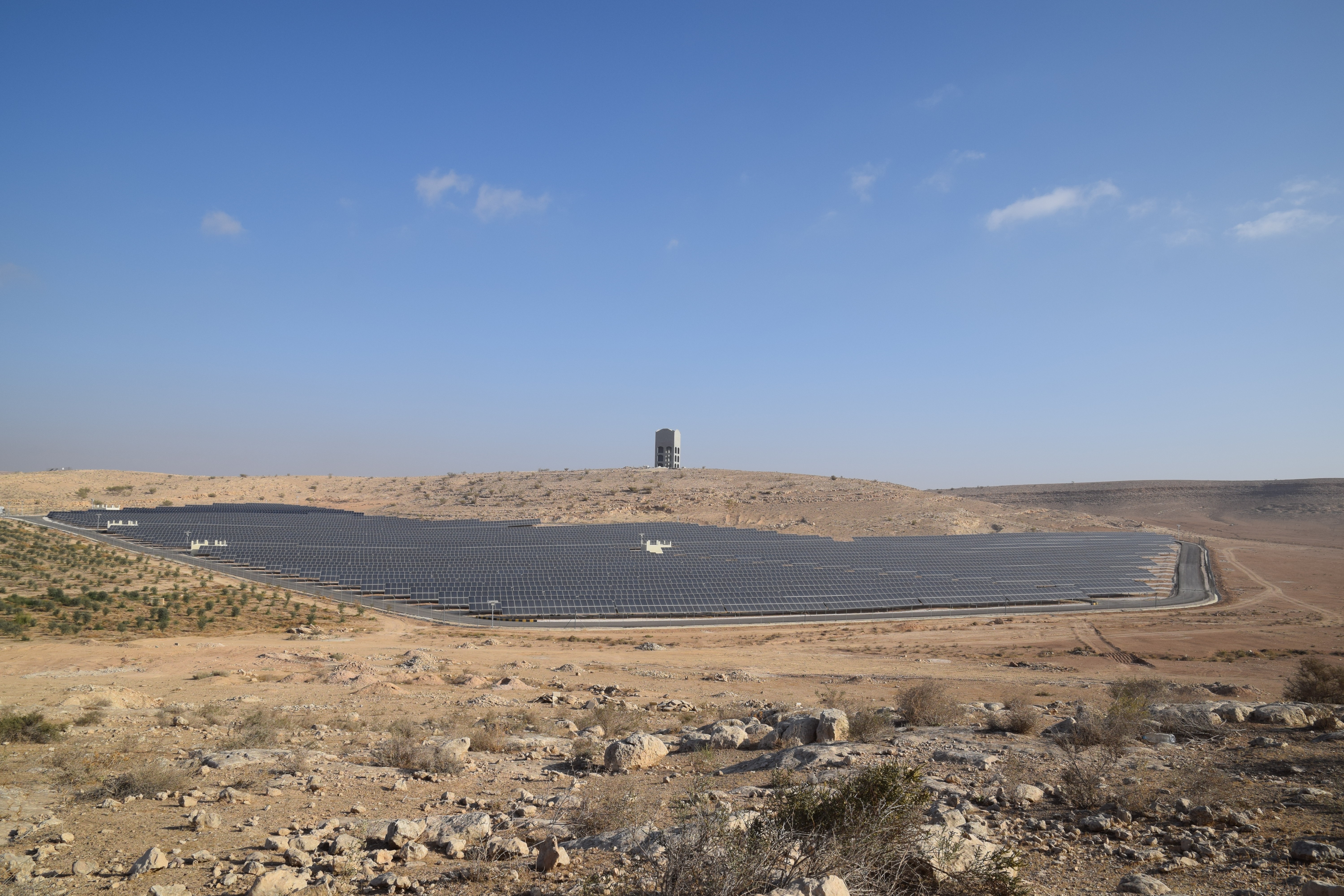
مشروع شمس الهاشمية

- مشروع شمس الهاشمية: قامت الجامعة بإقامة مشروع لتوليد الطاقة الشمسية تحت مسمى شمس الهاشمية والذي ينتج الطاقة الكهربائية بقدرة 5 ميغاواط وبتكلفة 5.6 مليون دينار ساهمت في تخفيض فاتورة الطاقة السنوية للجامعة من 2.5 مليون دينار إلى صفر إذ استردت الجامعة تكلفة المشروع في غضون سنة وستة أشهر. حيث يغطي المشروع ضعف حاجة الجامعة من الكهرباء ويفي بمتطلبات الجامعة وتوسعها بما يشمل 25 سنة قادمة وقد تم افتتاح المشروع بحفل حضره الأمير الحسن بن طلال.[128][129][130] وقد فاز المشروع في أكتوبر 2017 بالجائزة الذهبية في جائزة الإمارات للطاقة ضمن الدورة الثالثة للجائزة عن فئة مشاريع الطاقة الكبيرة (ما فوق 500 كيلواط) وذلك بالتنافس مع 210 مؤسسات من 21 دولة من منطقة الشرق الأوسط وشمال أفريقيا إلى جانب عدد من الدول الأجنبية والأوروبية كالولايات المتحدة وألمانيا والسويد والهند والبرتغال وفنلندا.[131][132][133]

مشروع مجمع القاعات الصفية الشمالي

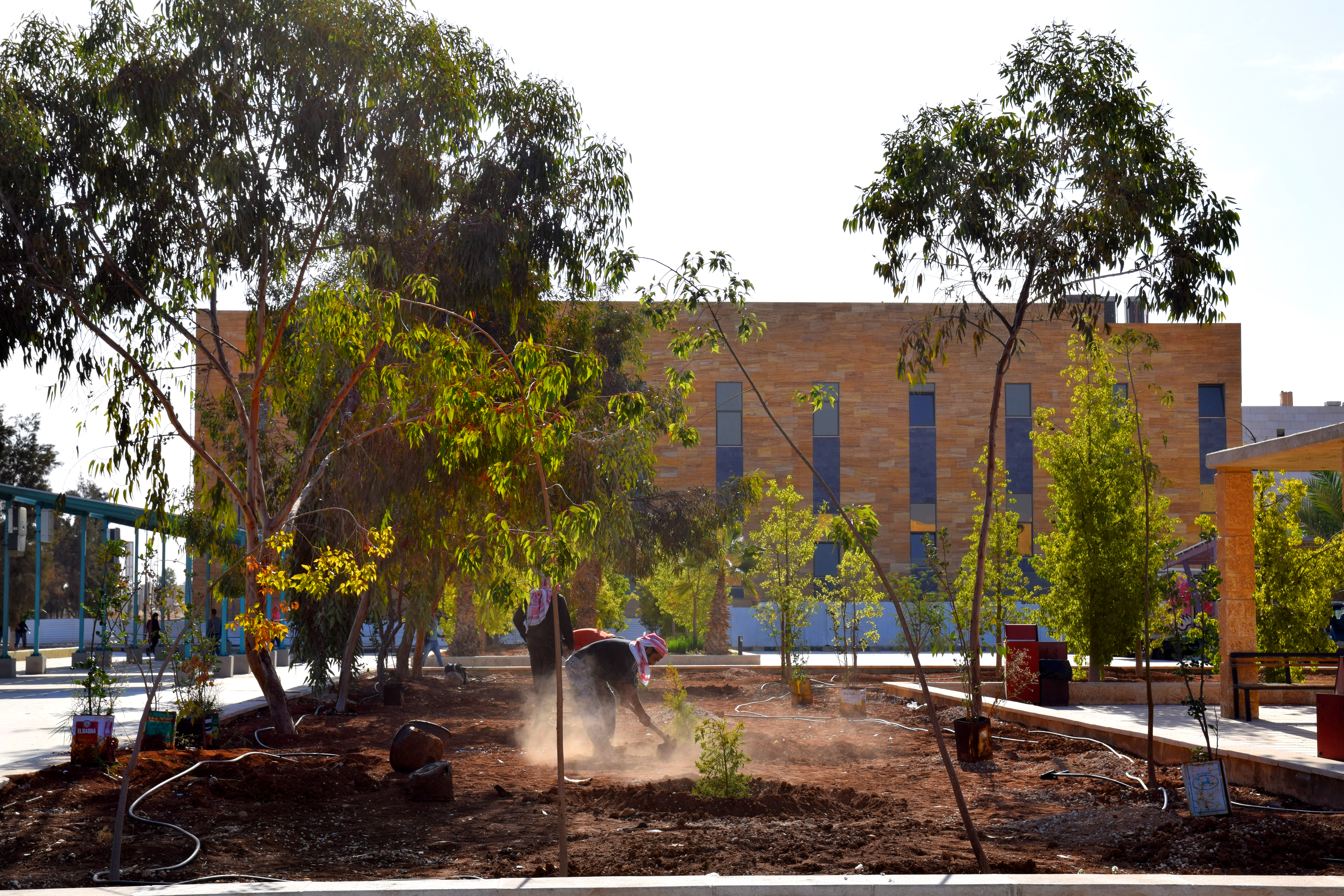
مشروع مجمع القاعات الصفية الجنوبي

- مشروع مجمع القاعات الصفية الشمالي: بدأ العمل على المشروع في 12 أكتوبر 2014[134] ووضع حجر الأساس في 4 يناير 2016 حيث أطلق على المجمع تسمية مجمع الملك الحارث الرابع باني خزنة البتراء[135] وأنشئ المجمع بتمويل كامل من ميزانية الجامعة بكلفة بلغت ما يقارب 10 ملايين دينار أردني وبمساحة إجمالية بلغت 16 ألف متر مربع ويشتمل المجمع على أقسام وعمادات كل من كلية الملكة رانيا للطفولة ومعهد الملكة رانيا للسياحة والتراث وكلية الآداب وكلية العلوم التربوية.[136] يتكون المجمع من 35 قاعة صفية تبلغ سعة الواحدة منها 100 طالب إلى جانب مدرج رئيس يتسع ل650 طالبا ومدرجين آخرين سعة كل منهما 250 طالبا و100 مكتب لأعضاء الهيئة التدريسية. تبلغ السعة الإجمالية لهذا المجمع 4560 طالبًا في الساعة الواحدة وقد بنيت واجهاته من الحجر الطبيعي الأبيض والحجر الكركي إلى جانب الترافرتين.[135]

- مشروع مجمع القاعات الصفية الجنوبي: بدأ تنفيذ المشروع في 10 ديسمبر حيث أطلق على المجمع تسمية مجمع الملك الحسين بن طلال الباني [137] ووضع حجر الأساس لهذا المشروع في 6 مايو 2015 بتمويل من صندوق أبوظبي للتنمية في دولة الإمارات العربية المتحدة كجزء من المنحة الخليجية بكلفة قدرها ما يقارب 11 مليون دينار أردني وبمساحة إجمالية قدرها 18500 متر مربع وبطاقة استيعابية تبلغ 4 آلاف طالب في الساعة الواحدة. يتكون المبنى من 3 طوابق وطابق رابع جزئي وطابق تسوية وبواقع 35 قاعة صفية مزودة بتجهيزات التكنولوجيا التعليمية تتراوح سعة كل منها ما بين 70 و100 طالب إلى جانب مدرج رئيس يتسع ل650 طالبا ومدرجين آخرين سعة المدرج الواحد منهما 250 طالبا بالإضافة إلى 16 مرسمًا هندسيًا وعدد من المختبرات و100 مكتب للأكاديميين والإداريين.[134]
- مشروع مبنى كلية العلوم الصيدلانية: وقعت الجامعة في نوفمبر 2016 اتفاقية إنشاء المبنى بمساحة إجمالية 21860 مترًا مربعًا وبكلفة تقريبية تصل إلى 15 مليون دينار أردني. يتشكل المبنى من 4 طوابق تشتمل على عدد من القاعات التدريسية التفاعلية، والمختبرات المتقدمة، إلى جانب مكتبة صيدلانية ومسرح تفاعلي، وكافتيريا، ومكاتب لأعضاء هيئة التدريس والإداريين.[138] وقد افتتح في 22 ديسمبر 2019.[139]

## مكتبة الجامعة

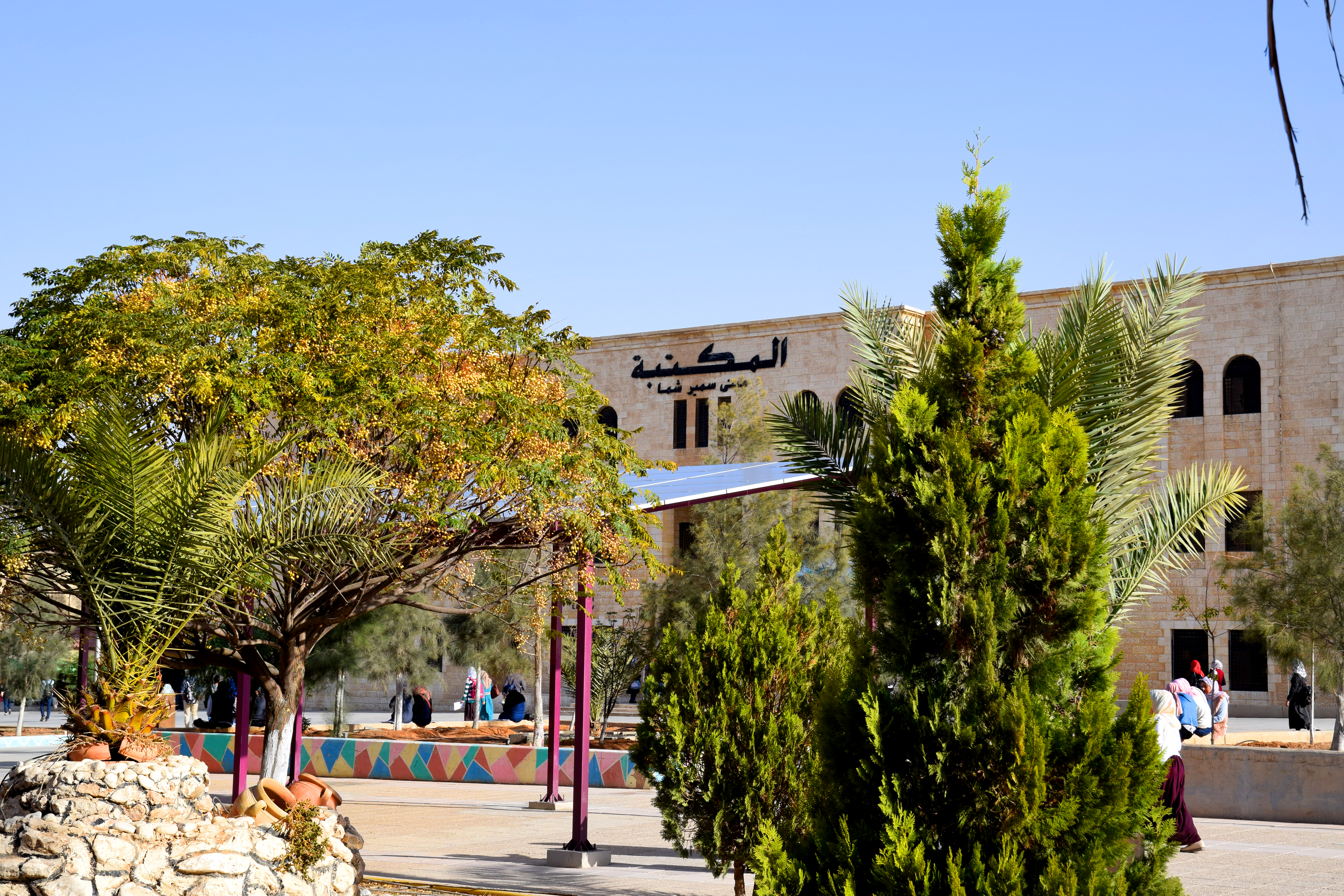
مكتبة الجامعة الهاشمية

تحوي المكتبة ما يقارب 250 ألف مادة ورقية وحوالي 430 قاعدة بيانات محوسبة تضم مليار وثيقة علمية في مختلف جوانب المعرفة. كما توفر المكتبة نظامًا محوسبًا شاملًا للإعارة يعتمد تحديد الهوية بموجات الراديو (RFID). وتحتوي المكتبة على عدة أركان منها: ركن الحسن بن طلال والركن الأمريكي والركن الكندي.

## رئاسة الجامعة
تعاقب على رئاسة الجامعة عدد من الشخصيات الأردنية منها:
- محمد حمدان من عام 1992-1998.
- أنور بطيخي من عام 1998-2002.
- رويدا المعايطة خلال الفترتين من 31 يوليو 2002 إلى 26 سبتمبر 2002 والفترة من 20 سبتمبر 2010 إلى 24 أكتوبر 2011.
- حكم الحديدي من 18 ديسمبر 2002 إلى 5 ديسمبر 2004.
- عمر الشديفات من 2004-2007.
- عبد الرحيم الحنيطي منذ فبراير 2008 إلى 4 مارس 2009.
- سليمان عربيات من 4 مارس 2009 إلى 19 سبتمبر 2010.[144]
- كمال الدين بني هاني من 7 فبراير 2012 إلى 8 يناير 2020.

### المجالس

#### مجلس العمداء
يتكون المجلس في الجامعة الهاشمية من رئيس و18 عميدًا و3 نواب للرئيس. وتبلغ نسبة الإناث في مجلس العمداء 40 بالمئة وهو مؤشر على تواجد العنصر النسائي وتمثيله في المجالات الأكاديمية والإدارية والبحثية.

#### مجلس الأمناء
يتكون المجلس في الجامعة الهاشمية من رئيس و12 عضوًا من حاملي الدرجة الجامعية الأولى ويجتمع المجلس مرة واحدة شهريًا على الأقل وكلما استدعت الحاجة لانعقاده حيث يتولى عدة مهام منها: رسم سياسة الجامعة العامة وإقرار الخطة السنوية وتعيين العمداء ونواب الرئيس ورؤساء الفروع في الجامعة إلى جانب التنسيب بإنشاء الكليات والمعاهد والأقسام بمراكزها العلمية التي تتبعها بالإضافة إلى التنسيب بإنشاء التخصصات والبرامج الأكاديمية ودمجها أو إلغائها كما يحدد المجلس الرسوم الدراسية التي ينبغي استيفاؤها من الطلاب في الاختصاصات المختلفة بتنسيب من مجلس الجامعة ويقوم كذلك بتحديد موازنة الجامعة السنوية بعد موافقة مجلس الجامعة عليها. يشتمل المجلس على لجنتين إحداهما للشؤون الأكاديمية وتتكون من 5 أعضاء والثانية للشؤون الإدارية والمالية وتتكون من 3 أعضاء. يترأس مجلس الأمناء حاليًا الدكتور ياسين الحسبان.

#### مجلس الجامعة
يتكون المجلس من رئيس و43 عضوًا بواقع 18 عميدًا و15 ممثلًا عن كليات الجامعة يتم اختيارهم بالانتخاب إلى جانب مدراء كل من وحدة المكتبة ووحدة الشؤون المالية ومركز تكنولوجيا المعلومات بالإضافة لممثلين اثنين عن المجتمع المحلي و3 آخرين عن الطلاب اثنين منهما على مقاعد الدراسة والآخر خريج مع 3 نواب للرئيس.

#### دائرة أمانة سر المجالس
بدأت الدائرة عملها في 1992 كأمانة للجنة الملكية للجامعة ومن ثم انتقلت أعمالها إلى تولي أمانة مجالس الجامعة الثلاث: مجلس العمداء ومجلس الجامعة ومجلس الأمناء إلى جانب أمانة كل من لجنة التعيين والترقية ولجنة دعم الأبحاث العلمية. أصبحت الدائرة دائرة تتمتع بالاستقلالية في 1998.

## معرض الصور

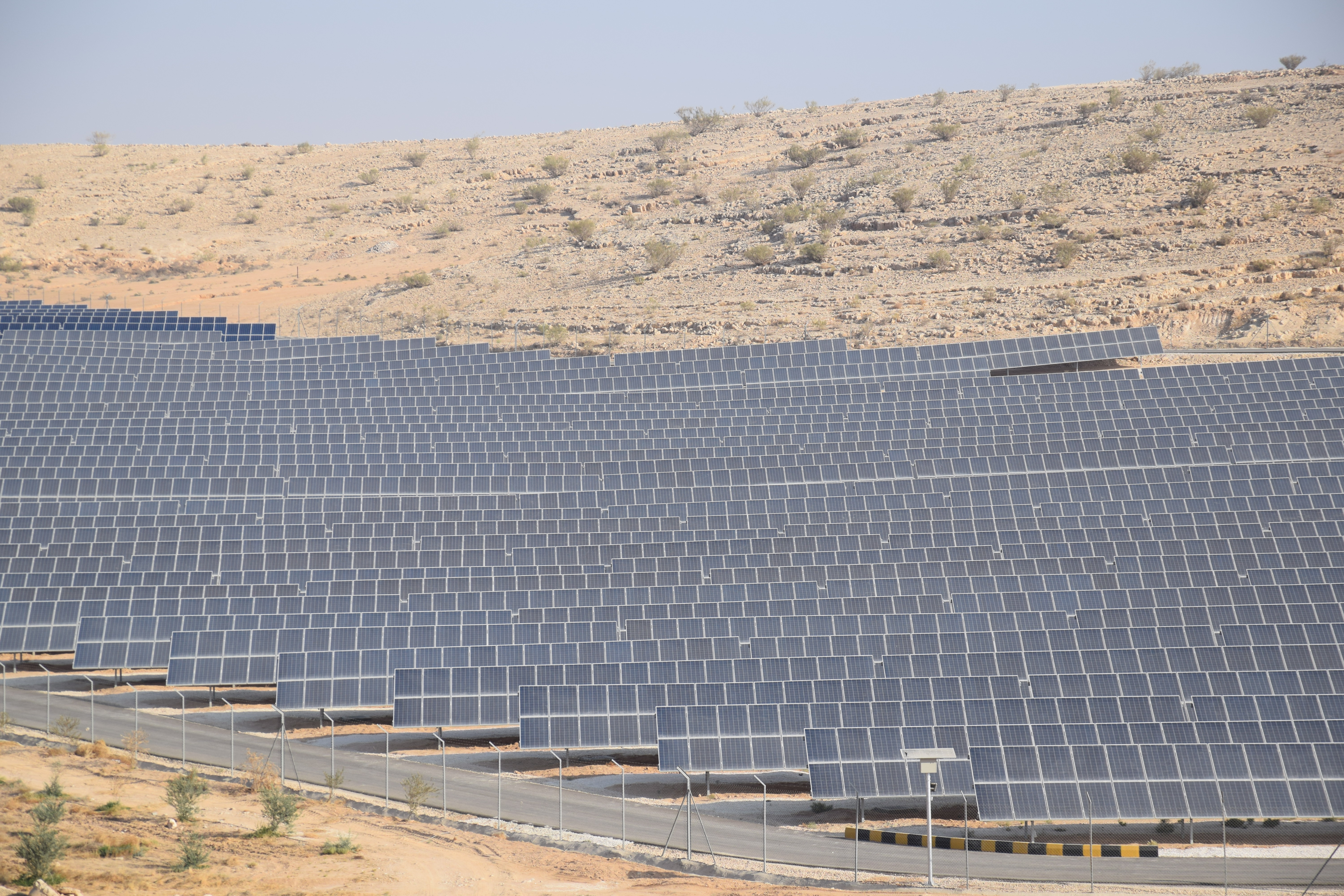
صورة عن قرب لمشروع شمس الهاشمية
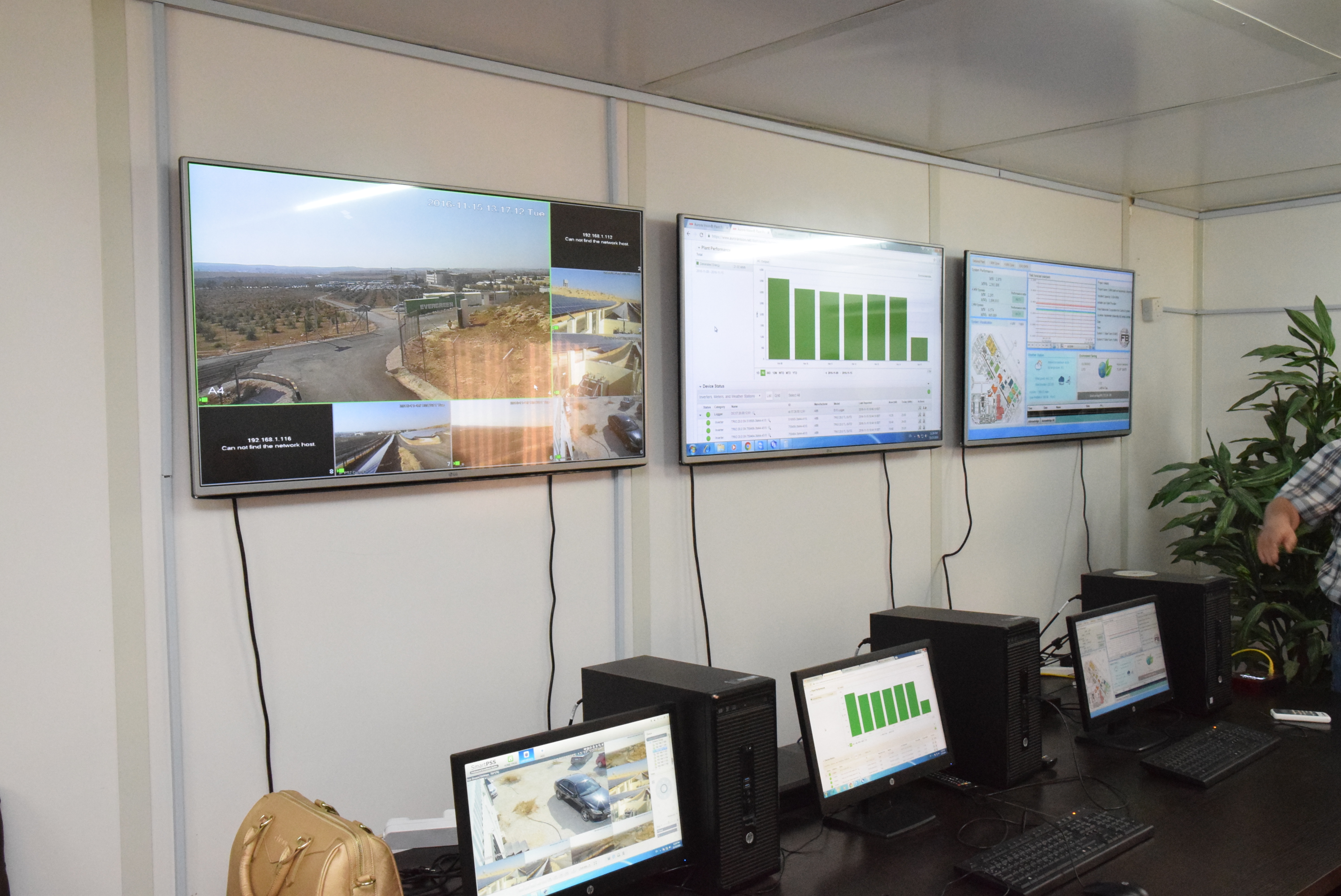
غرفة مراقبة مشروع شمس الهاشمية
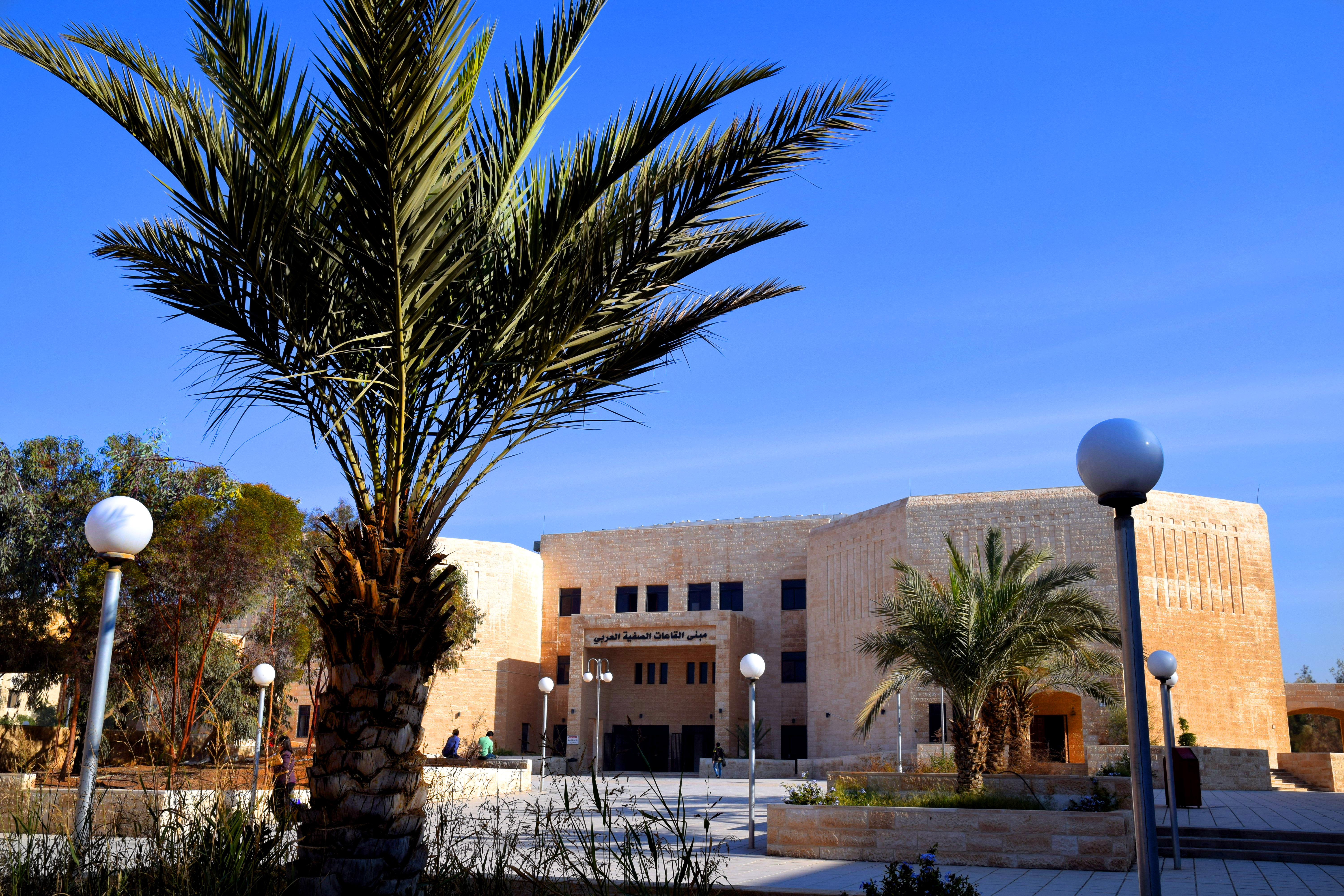
مبنى القاعات الصفية الغربي
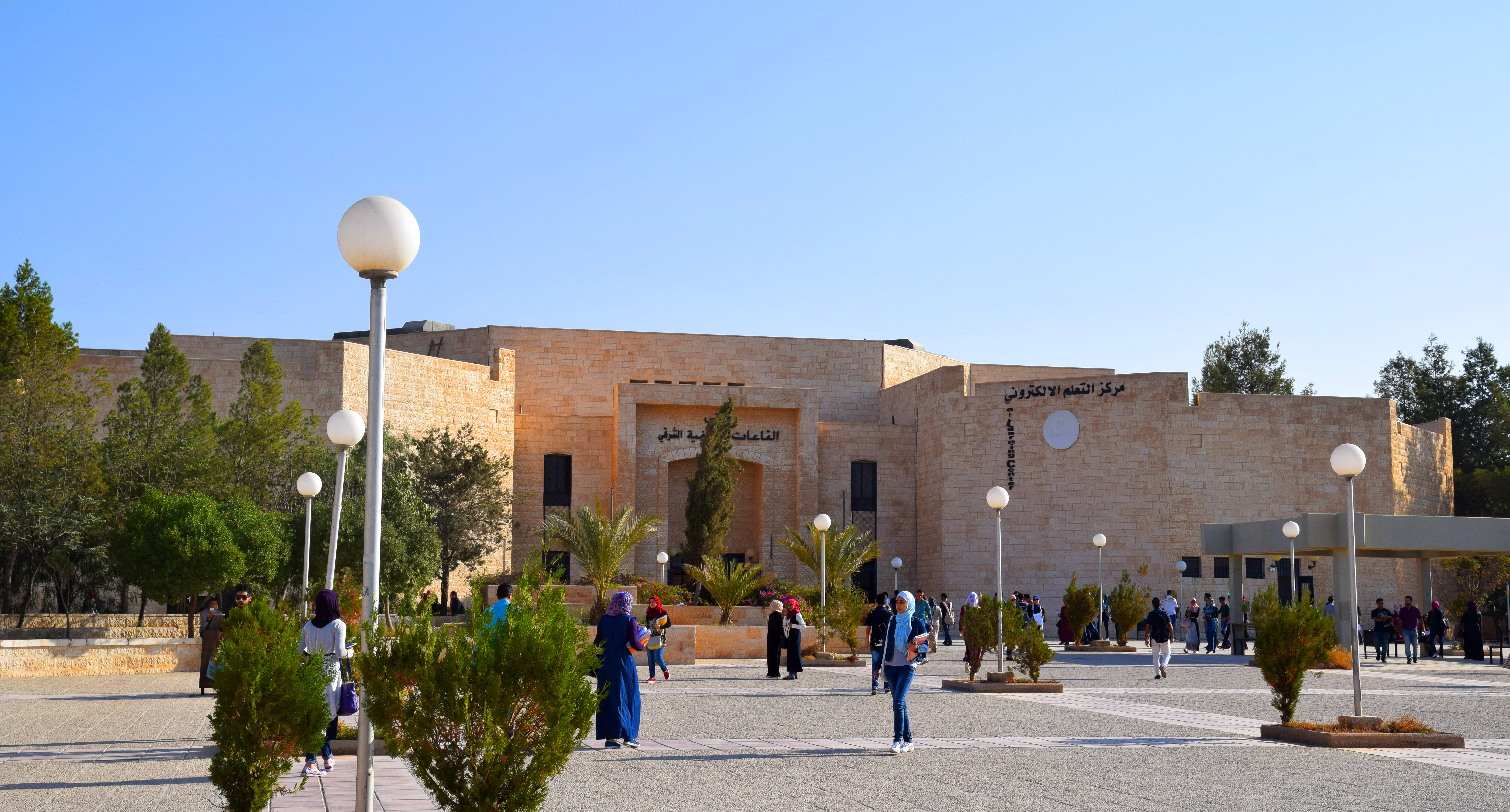
مبنى القاعات الصفية الشرقي
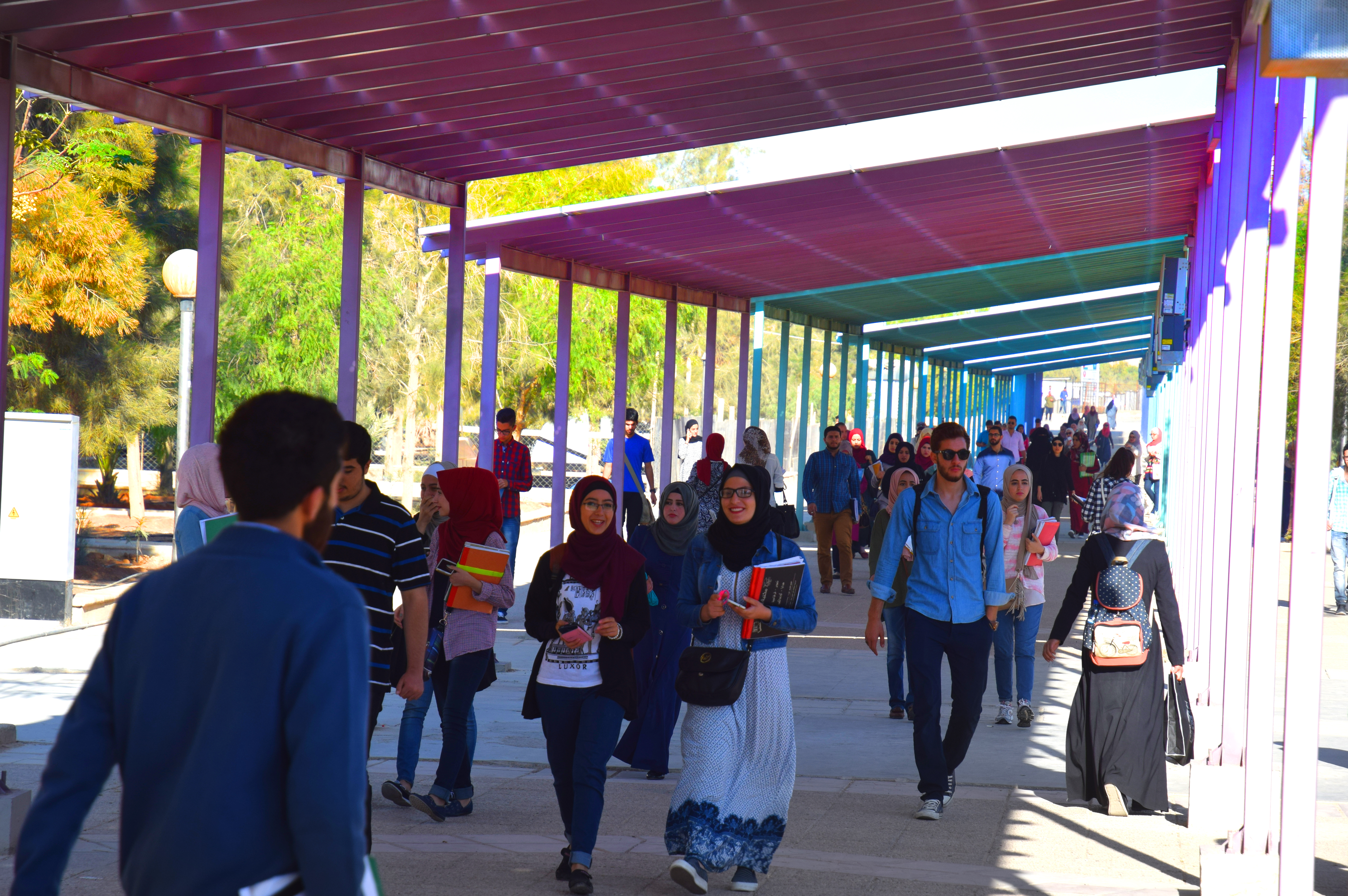
طلاب يستظلون تحت الألواح الشمسية
طلاب يحتمون من المطر تحت الألواح الشمسية
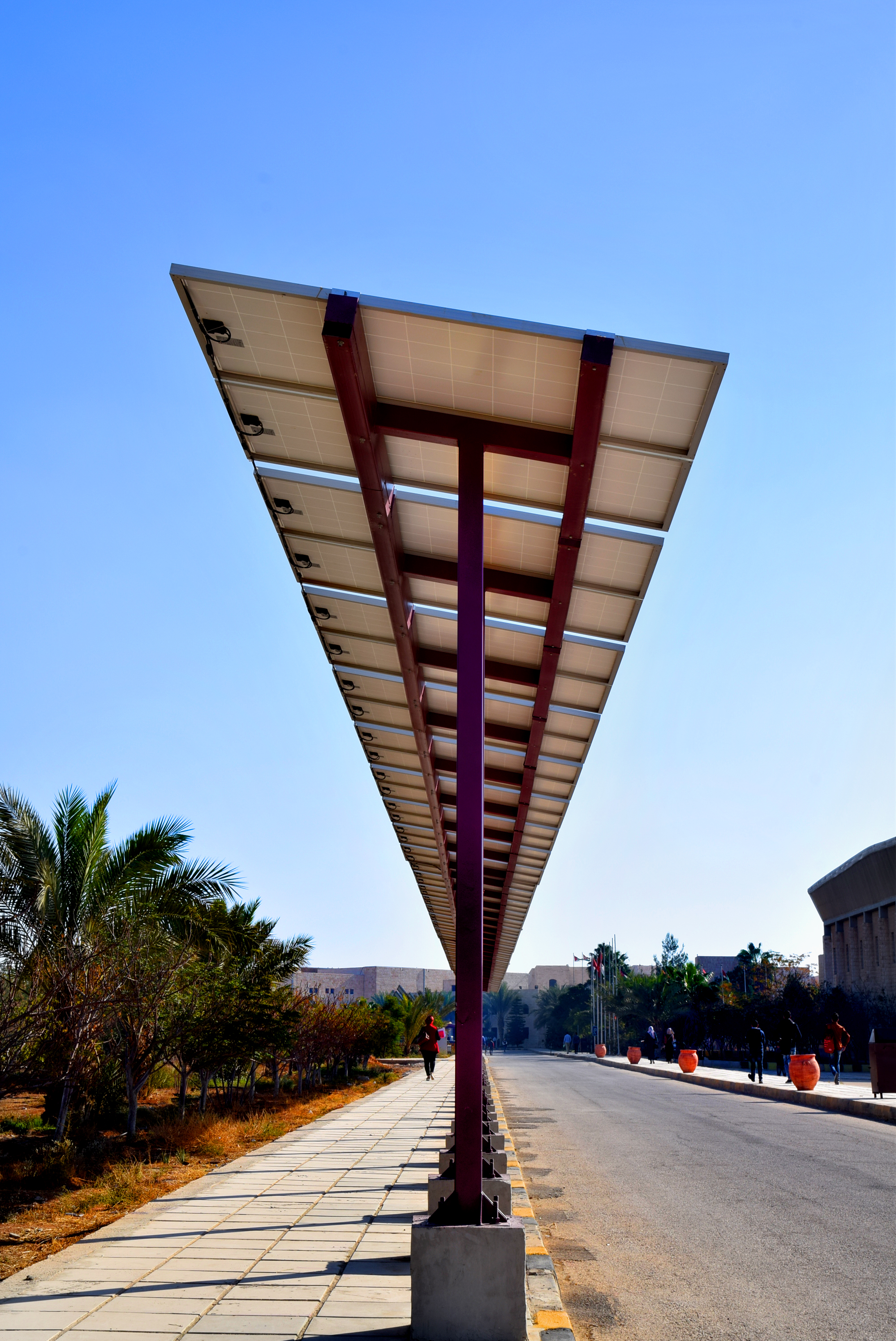
ألواح شمسية تشكل مظلات للطلبة في الأجواء الحارة أو الممطرة
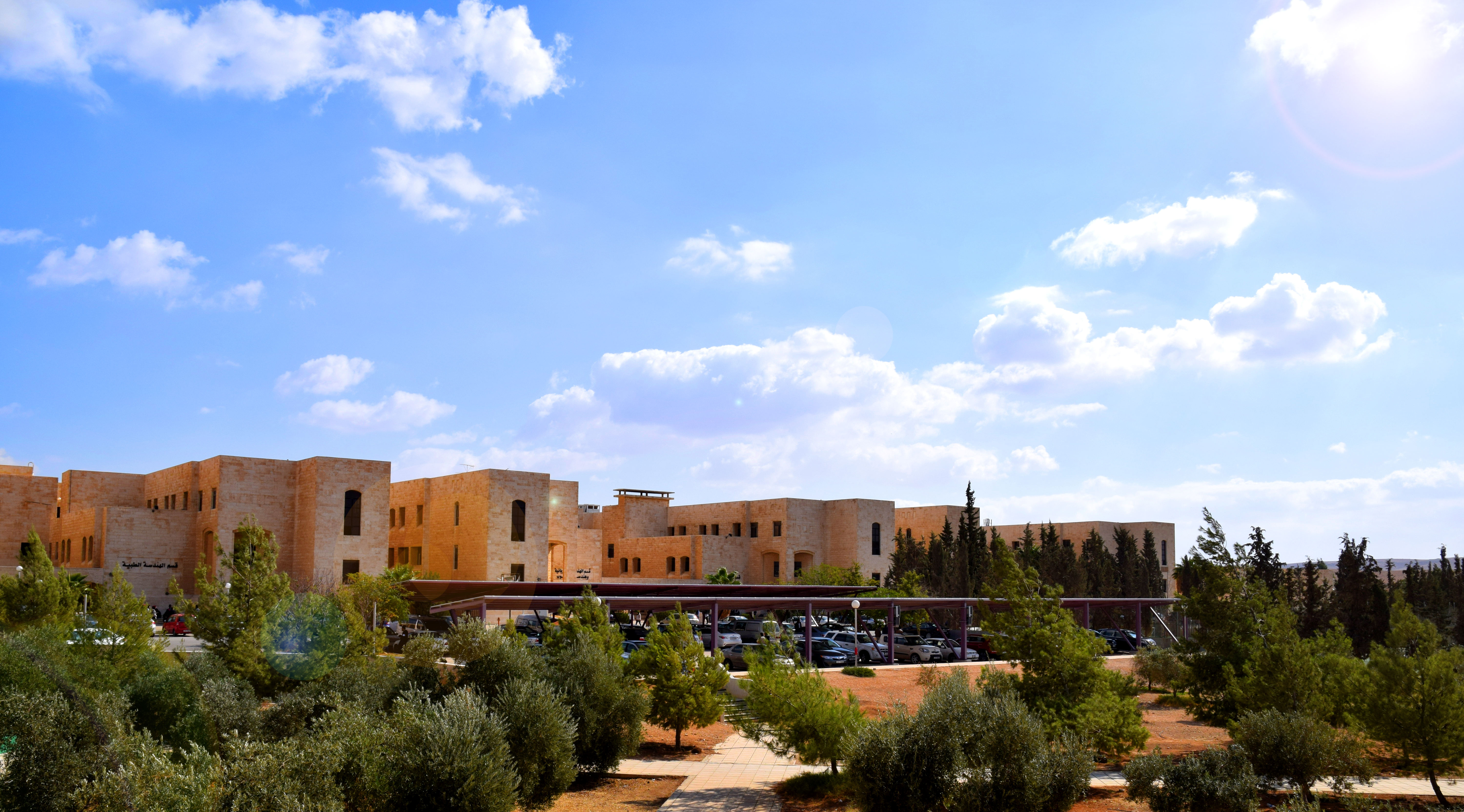
صورة لكلية الهندسة وبعض أقسامها عن بعد
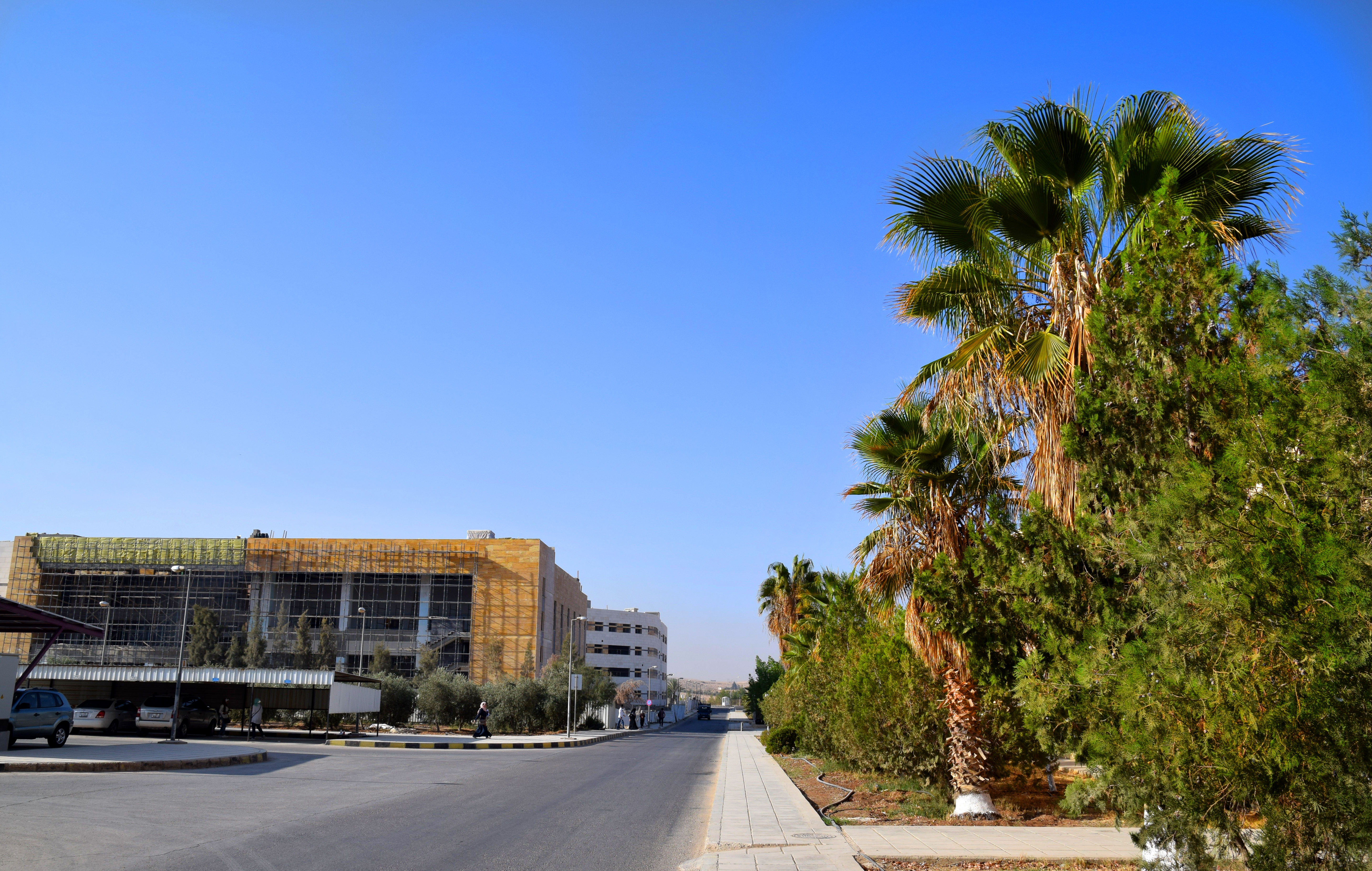
صورة لمجمع القاعات الصفية الجنوبي أثناء بنائه
لوحة فنية للبتراء داخل مبنى عمادة شؤون الطلبة
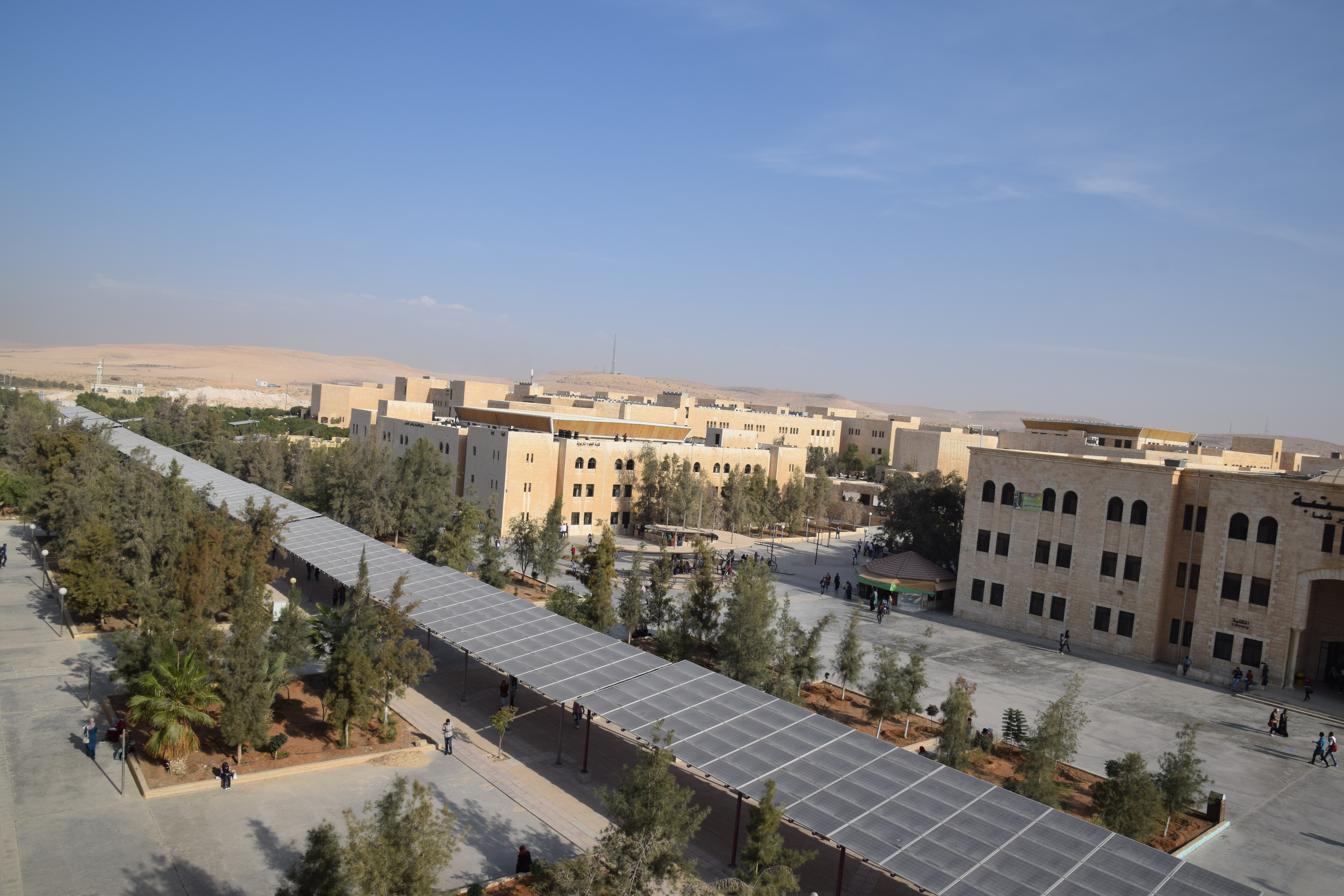
صورة من الجو لمباني الجامعة وألواحها الشمسية

## وصلات خارجية
- موقع الجامعة الرسمي
- صفحة الجامعة الرسمية على موقع فيسبوك
- حساب الجامعة الرسمي على تويتر
- وحدة القبول والتسجيل
- بوابة الطالب الإلكترونية
- معلومات شاملة ومفصلة عن الجامعة الهاشمية ورؤيتها المستقبلية Visionary Paper-HU
- الجامعة الهاشمية في سطور
- سعات قاعات الجامعة
- تقرير قناة الجزيرة عن الجامعة الهاشمية على يوتيوب
- الجامعة الهاشمية توقع مذكرة تفاهم مع مؤسسة ويكيميديا لتطوير المحتوى العربي على الإنترنت وتعزيز دور ويكيبيديا في التعليم الجامعي